# 二戰時期的巴黎

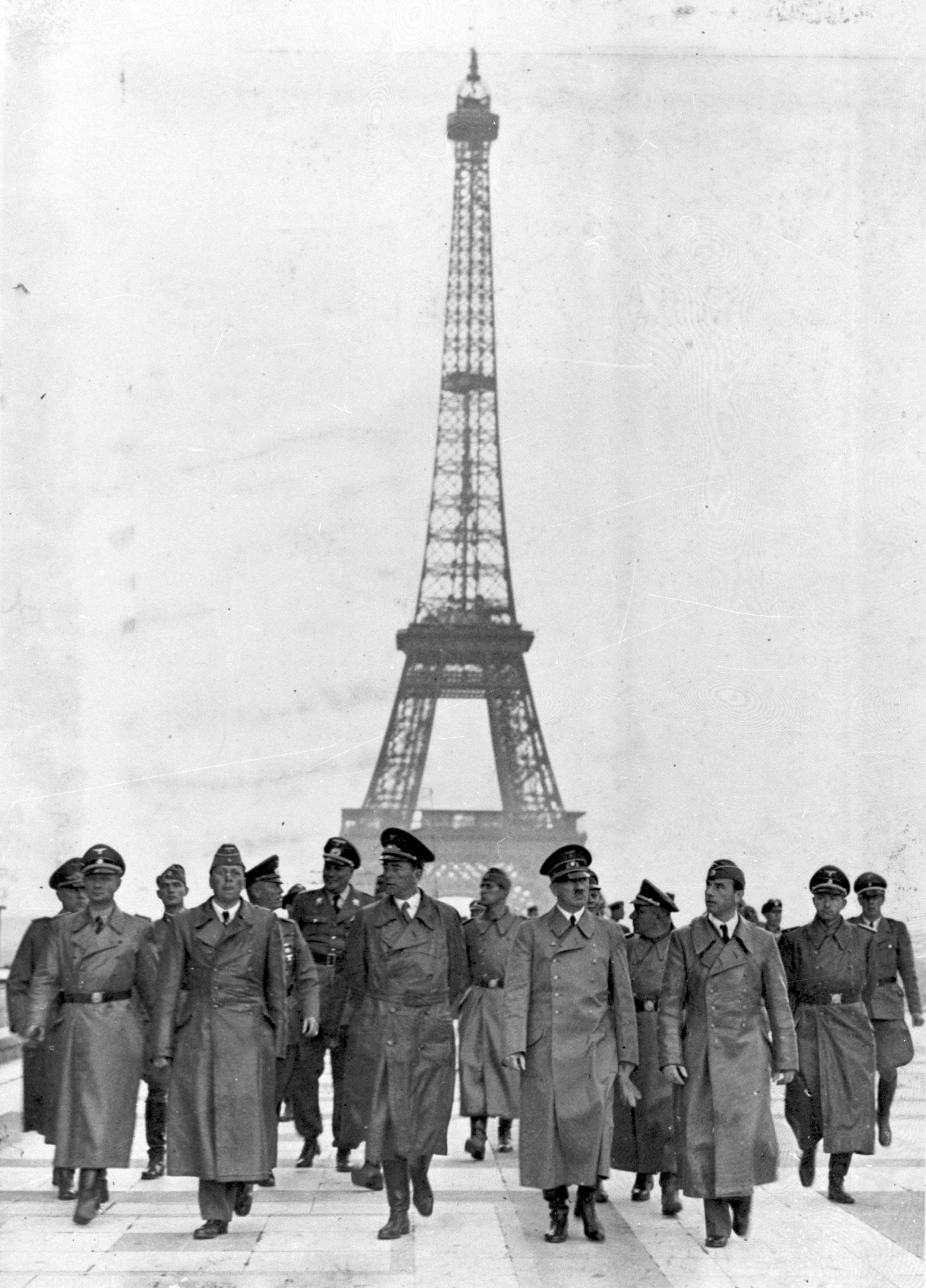
1940年6月23日，阿道夫·希特勒在夏乐宫露台上。其左側人物為雕塑家阿諾·布雷克，右邊為阿尔伯特·斯佩尔

二戰時期的巴黎，是指在第二次世界大戰期間由納粹德國軍事佔領時期（1940年-1944年）的巴黎。自1939年9月開始，德國和蘇聯開始進攻波蘭，儘管巴黎已經開始進行戰爭動員的防禦措施，但戰火似乎還未影響這座城市，直到1940年5月10日，德軍進攻法國並迅速擊敗法軍。迫使法國政府於6月10日離開後，德國才於6月14日占領這座城市。由於法國北部等地區被德國劃作德軍控制占領區，因此由德國成立的新政府只得於1940年7月遷至多有空房的旅遊城市維琪，巴黎則由德軍和德國政府認可的法國官員所管理。
對於巴黎來說，德國佔領是一段深具挫折、物質短缺和屈辱的時期。城市的宵禁時間為晚上九點到凌晨五點。因此當入夜後，整個城市將陷入一遍黑暗。維琪法國政府則於1940年9月開始實行食品、煙草、煤炭和衣物的定量配給。由於每年的物質供應更加稀缺，因此巴黎物價的價格也越來越高。法國媒體和廣播只播放德國的相關宣傳節目，最終，淪陷期間共迫使約一百萬巴黎人離開城市，前往外省居住。
居住於巴黎的猶太人最初被迫佩戴犹太星，並被禁止從事某些職業和公共場所。1942年7月16日至17日在德國的命令下，巴黎共有13,152名猶太人，包括4,115名兒童被法國警察圍捕，並被送往奥斯威辛集中营。隨著戰爭的繼續，城市內部的各種反德秘密團體應運而生，其中一些忠於法国抵抗運動，另一些則忠於倫敦的夏爾·戴高樂。他們經常在牆上寫下標語、組織地下報刊，有時會進行襲擊德國軍官的攻擊行動。1940年11月11日，巴黎舉行第一次反對占領的學生示威。
1944年6月6日，當獲得盟軍登陆諾曼底的消息後，法國抵抗運動則於8月19日發動起義，並佔領了巴黎的警察總部和其他政府大樓。後在8月25日，法國和美國軍隊解放巴黎；並在第二天由戴高樂將軍在香榭丽舍大街舉行勝利遊行，並組織法國新政府。在接下來的幾個月裡，共有約10,000名巴黎人因與德國人勾結而被捕及受審，最終共有8,000人被定罪，116人被處決。
1945年4月29日和5月13日，巴黎舉行戰後第一次市政選舉，其中法國婦女首次參與投票。

## 前期

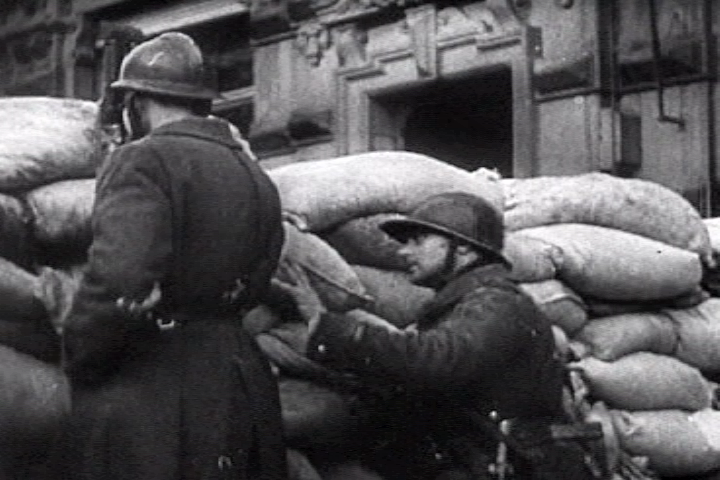
1940年，法國軍隊在巴黎的一些街道上用沙袋搭建路障，但該障礙最終並未使用過。（圖片出自法蘭克·卡普拉紀錄片《分而治之》 ，美國陸軍部）
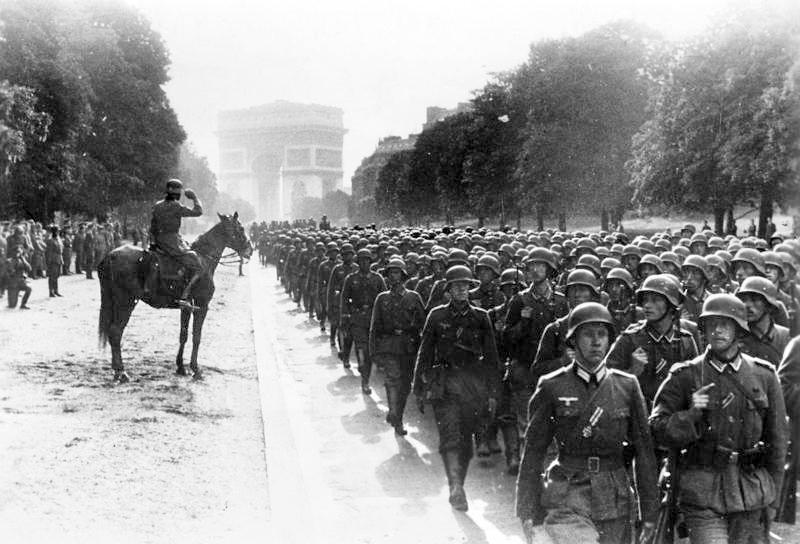
第30步兵師德國士兵於1940年6月14日在福煦大街行進。
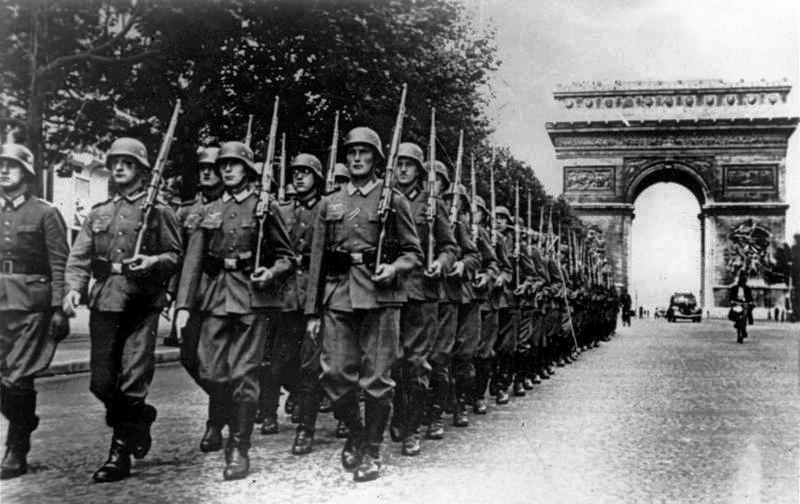
1940年6月14日，德國士兵在香榭丽舍大街凱旋門前閱兵。
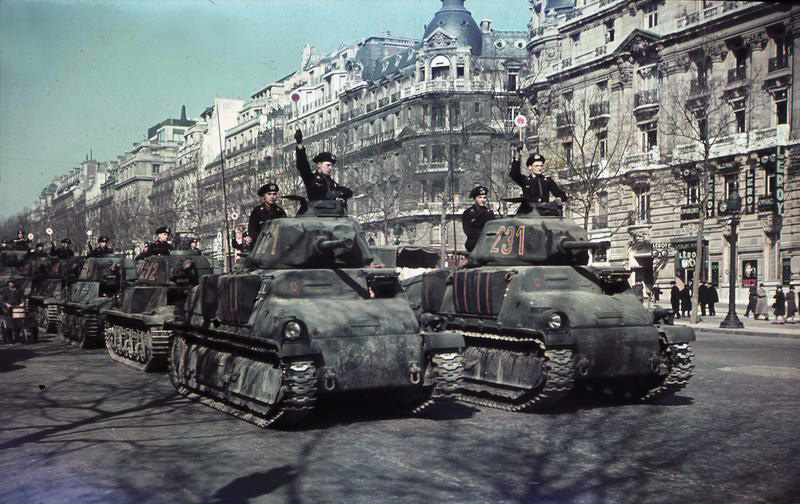
德國軍隊在巴黎香榭麗舍大街上閱兵，1940年。

### 防禦準備
1939年春天，由於與德國的戰爭似乎已經不可避免。巴黎於2月2日正式舉行第一次防禦演習 ，城市的工作人員開始在城市廣場和公園挖掘20公里長的戰壕，以作為防空洞使用。3月10日，市政府開始向平民分發防毒面具，並於3月19日於城內張貼避難所標誌，並指導巴黎市民前往最近的避難所的相關措施。
8月23日，巴黎的媒體開始報導關於德國外交部長约阿希姆·冯·里宾特洛甫和蘇聯部長维亚切斯拉夫·莫洛托夫簽署《德蘇互不侵犯條約》的消息。法国共产党日報《人道報》對此表示：「在蘇聯不斷受到法西斯戰爭煽動者威脅的情況下，依然為保衛和平作出顯著貢獻的時刻，法國共產黨在此向社會主義國家、向它的黨和向它的偉大領袖·史達林致以最熱烈的問候」。
在巴黎，該報和另一份共產主義報紙《Ce Soir》的副本被警方沒收，並被暫停出版。法國政府則對該黨大肆攻擊，並且不許法國共產黨人進入政府。8月31日，法國政府預計會城市遭到砲擊的風險，開始將30,000名居住於巴黎的兒童疏散到該省（巴黎以外的地區）。那天晚上，為了抵禦德軍的空襲，巴黎的路燈全面熄滅。9月1日，德國入侵波蘭的消息傳到巴黎，法國則如預期迅速向德國宣戰。

### 保護國寶
8月27日，由於預料到空襲的風險，工人們開始拆除聖禮拜堂的彩色玻璃窗。同日，卢浮宫的策展人在過暑假期間被召回，並在附近莎玛丽丹百货公司和市政廳巴扎百貨公司包裝工人的幫助下，開始對博物館內主要藝術品進行編目和包裝，這些藝術品被放入板條箱。僅標有數字以掩飾其內容。萨莫色雷斯的胜利女神雕像則小心地推下木製坡道上，並被裝上卡車運往安德尔省的瓦朗塞城堡。用於為法蘭西喜劇院運送佈景的卡車被用來運送較大的畫作，包括泰奧多爾·傑利柯的《梅杜薩之筏》。藝術作品則由緩慢的卡車車隊運送到盧瓦爾河谷城堡群和其他指定地點，車隊則關閉前燈，以觀察該地區的停電情況。，羅浮宮博物館大部分的作品最終在巴黎淪陷前成功疏散，除了一些笨重和「留在地下室的不重要畫作」仍保存於館舍內。
巴黎的地標被沙袋保護起來。法國軍隊在马奇诺防线的防禦工事中待命，同時在巴黎發布了汽油配給卡，限制肉類的銷售，並於1940年2月發布了食品配給卡；不過在當時城內的咖啡館和劇院仍然為開放的狀態。

### 德國入侵
最初，法國的防禦計劃純粹是被動等待德國人進攻。然而在西部戰線經歷了八個月的平靜時期（稱為假戰）之後，德軍於1940年5月10日襲擊了法國，軍隊繞過了馬奇諾防線，並偷偷穿過阿登高地。到了5月15日，德國裝甲部隊距離拉昂35公里，並在法國和英國軍隊後側朝向英吉利海峽方向疾馳。
5月28日，當英軍意識到戰鬥失敗後，開始從敦刻爾克撤軍，巴黎很快就充斥著來自戰區的難民。6月3日，德國人首次轟炸巴黎及其郊區，該場襲擊則特別針對雪鐵龍汽車廠。最終導致約254人喪生，其中包括195名平民。
法國總理保罗·雷诺免職最高軍事指揮官莫里斯·甘末林的職務，取而代之則是由時年73歲的馬克西姆·魏剛接任國防部參謀總長和法軍總司令。84歲高齡的菲利普·贝当則擔任為副總理。由於法軍精銳主力損失殆盡，戰局已經不可挽回。魏剛和貝當都不認為能夠成功擊退德國，並開始尋找能夠擺脫戰爭的方法。

### 民眾疏散
6月8日，首都已可聽見遠處的砲火聲。滿載難民、沒有目的地的火車開始從奧斯特利茨站出發，6月10日，法國政府撤離巴黎前往圖爾，然後前往波爾多。共有成千上萬的巴黎人開始設法離開城市，出城的道路上則擠滿了各種汽車、旅遊巴士、卡車、貨車、手推車、自行車和步行者等交通工具。緩慢流動的難民共花了十個小時才僅走完三十公里。
幾天內，該市較富裕的地區幾乎空無一人，工人階級巴黎十四区的人口也從178,000人減少到僅剩49,000人。

### 開放城市
英國總參謀部開始敦促法國人保衛巴黎，但貝當在當即駁回了這個想法：「將巴黎變成廢墟並無法解決問題。」 6月12日，法國政府在圖爾宣布巴黎為開放城市，不會有任何抵抗行動發生。6月14日清晨5點30分，第一支德軍部隊從拉维莱特門進入巴黎，並沿著佛蘭德斯街向市中心進發。緊隨其後的是幾支德軍縱隊，按照既定計劃，它們將轉移到了主要的十字路口。帶有擴音器的德國軍車則四處走動，指示巴黎人切勿離開他們的建築物。早上八點，德國軍官代表團抵達荣军院，巴黎軍事總督亨利·丹茲的總部，巴黎警察局長羅傑·蘭格倫正在該處等待軍隊。德國人禮貌地邀請法國官員服從德方的處置。到下午結束時，德國人在巴黎凱旋門上懸掛了德国国旗，並在香榭麗舍大街和福煦大道上組織了一支遊行樂隊，令德國軍隊攝影師和新聞記者拍攝畫面。

### 巴黎投降
6月16日晚，雷諾總理辭職。6月17日上午，戴高樂將軍乘飛機離開波爾多前往倫敦。中午，聚集在收音機旁的巴黎人聽到法國政府新任總理貝當宣布：「我今天懷著沉重的心情告訴您們，我們必須要停止敵對行動。這場戰鬥必須停止。」。
貝當元帥用廣播向法國人民表明他將向德國提出停戰協議。希特勒選擇了1918年時德國向法國投降的貢比涅作協議的簽署地，6月22日法國與德國簽訂了《德法停戰協定》，法國投降。
德國元首阿道夫·希特勒最後於6月24日抵達巴黎，並在城內快速遊覽，這是希特勒唯一一次到訪巴黎。他的指導是德國雕塑家阿諾·布雷克和他的首席建築師阿尔伯特·斯佩尔，他們兩位過去都曾住在巴黎。希特勒在此次造訪中參觀了巴黎歌劇院，從夏樂宮的露台上觀看了艾菲爾鐵塔，參觀了拿破崙墓以及蒙馬特的藝術家區。

## 正式佔領

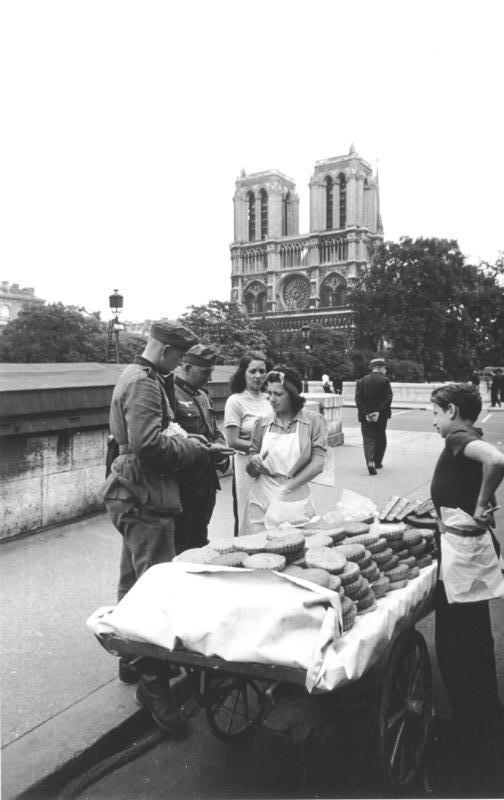
圣米歇尔堤岸，對面建築為巴黎聖母院
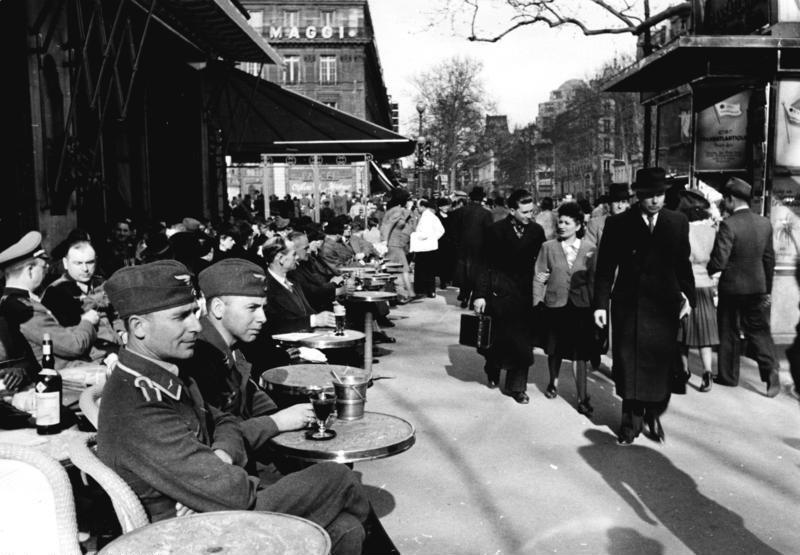
德國空軍士兵在巴黎的一家咖啡館，1941年
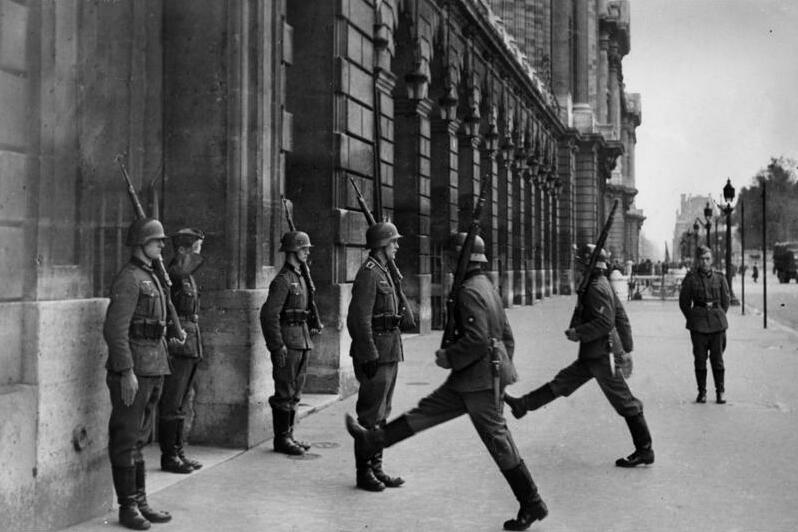
1940年10月，德國士兵在協和廣場的克里雍大饭店前換崗。
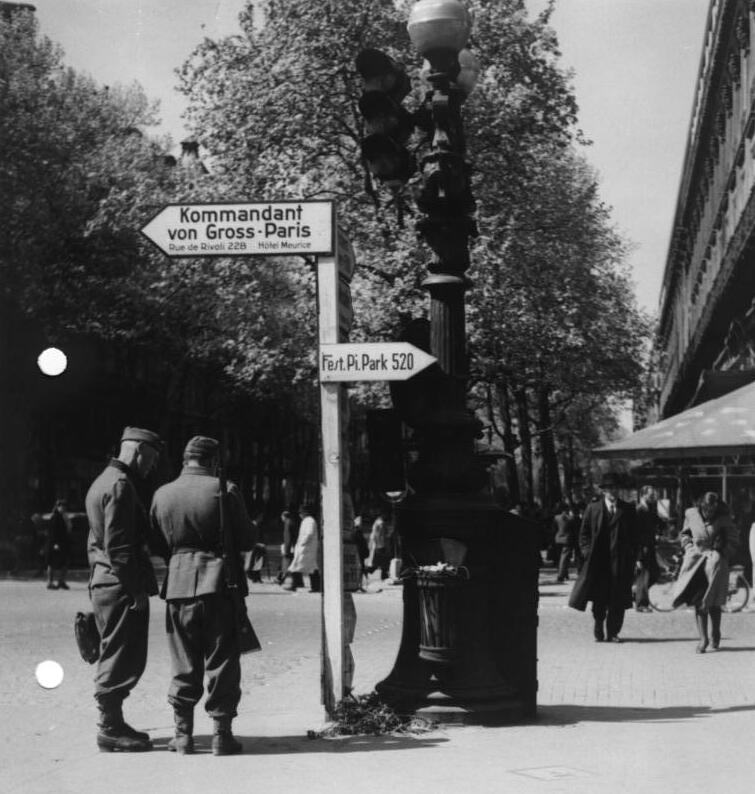
1940年，大巴黎德國總部的新標誌
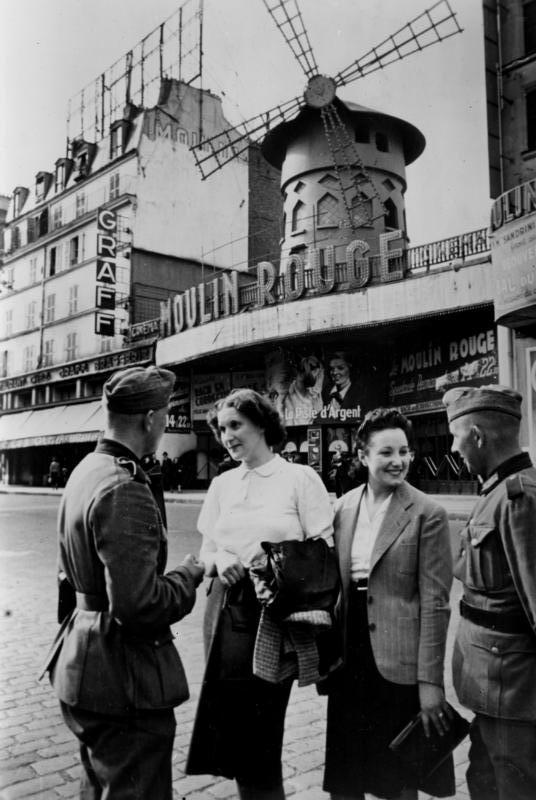
德國士兵在蒙馬特紅磨坊。

佔領期間，法國政府遷往維希，德國的旗幟飄揚在所有法國政府的大樓上空。德語標誌被放置在主要的林蔭大道上，整個法國的標準時間都被重置為德國標準時間。第二次世界大战德占法国军事管辖区則搬進了克勒贝尔大街上的巴黎半島酒店、德國軍事情報機構阿勃維爾接管盧滕西亞酒店、德國空軍接管巴黎丽兹酒店、德國海軍則接管位於協和廣場上的海軍府。巴黎的德國司令和他的工作人員則是搬進了里沃利路的莫里斯酒店辦公。
佔領時期期間，巴黎成為德國士兵休息和娛樂的主要目的地。在「Jeder einmal in Paris」 （每一次在巴黎）的口號下，每個德國士兵在服役時都被承諾到巴黎參觀一次。佔領開始一個月後，一份作為士兵觀光指南的雙月刊雜誌《Der Deutsche Wegleiter für Paris（德國巴黎指南）》由巴黎指揮官辦公室出版。以及德文報紙《巴黎日報》（Pariser Zeitung，1941-1944）也專供為士兵們閱覽。城內的某些旅館和電影院專門為德國士兵開放而持續經營，德國軍官則喜歡里茲酒店餐廳、马克西姆餐厅等其他高檔餐廳舉行宴會等活動。
黨衛軍反情報部門親衛隊保安處的總部位於福煦大街84號。為蓋世太保、親衛隊保安處和秘密野戰警察效命的法國輔助組織卡林格則駐紮在巴黎十六区勞里斯頓街93號。該組職活躍於1941年至1944年間。該組織由腐敗的前警察皮埃爾·伯尼創立。隨後由戰前活躍於法國黑社會的職業罪犯亨利·拉馮和皮埃爾·盧特雷爾領導。

## 佔領時期的巴黎生活

### 平民人口
當德國人抵達巴黎時，共有三分之二的巴黎人，尤其是富裕社區的巴黎人已經逃往法國的鄉村和南部，數百萬法國人大規模外流逃離荷蘭、比利時、盧森堡、法國北部和東部的人們在德國贏得色當戰役後也紛紛逃離家鄉。然而在佔領開始後，居民們則陸續返回城市。到了7月7日，市政府估計城市人口再次增加到150萬；10月22日，巴黎人口上升到200萬，到了1941年1月1日則上升到250萬。
隨著戰爭的繼續，維希法國政府於1940年9月開始實行食品、煙草、煤炭和衣物的定量配給。1943年初，由於盟軍的空襲、猶太人和外國人的逮捕和驅逐，從而導致更多巴黎人離開城市，許多青年則被迫作為維希法國強制勞工局的一部分前往德國工廠進行「義務工作服務」。由於政府要求大量法國青年到德國軍工工廠工作，以換取在仍在德國年老、患病、重傷法國戰俘回歸故鄉的代價，該措施大大增加了法國民眾對德國的反感。然而大多數巴黎人只僅能私下表達的憤怒和沮喪的評論，因為在德國控制下的巴黎警察，每天都會收到數百名巴黎人的匿名舉報，從而逮捕相關人士。
巴黎人對於佔領時期的政府各有不同的態度及觀點。有些人認為德國人是容易賺錢的客群來源；其他人如警察局長羅傑·蘭格倫（最後於1940年6月23日被捕）所評論：「看著他們，就好像他們是隱形的或透明的一樣。」
乌克兰犹太人、馬克思主義史學歷史學家馬克西米連·魯貝爾半秘密地住在巴黎，他對他遇到的馬克思主義抵抗運動成員表現出的無知程度感到驚訝，因此他引入了「馬克思學」一詞來指代一種理解馬克思和馬克思主義系統的學術方法，他認為這是必要的程序。

### 配給與黑市

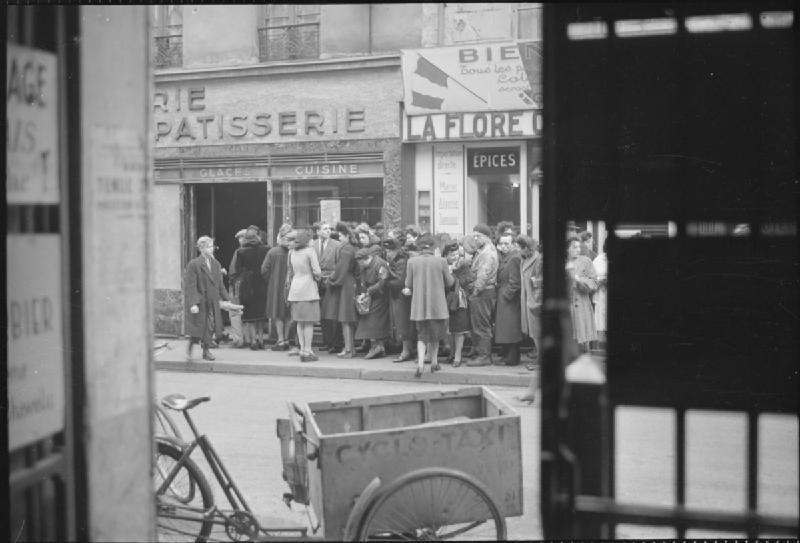
1945年春天，巴黎一家麵包店外正在排隊的人潮。解放城市的事件並沒有結束糧食短缺的問題
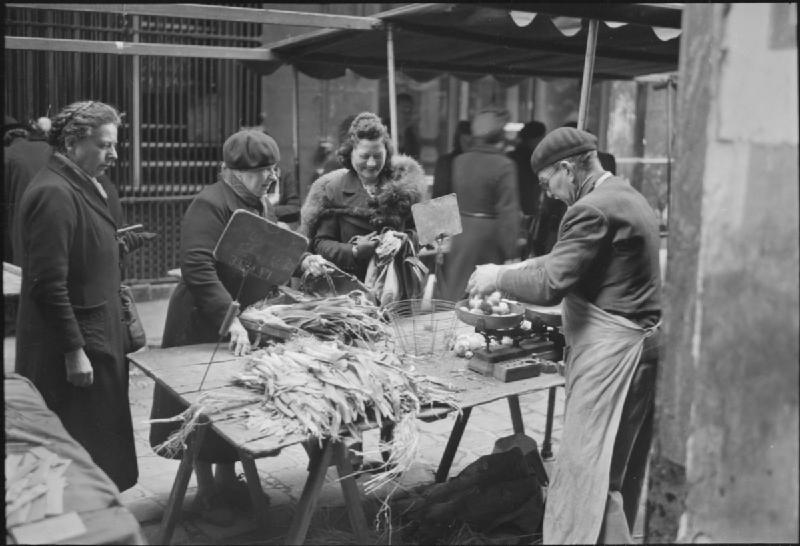
1945年春天，巴黎市場上出售的土豆和韭菜。

糧食資源很快成為巴黎人首要面對的問題。由於德國當局控制了法國工業和農業，將該產業轉變為僅為德國服務的機器。任何物質一律運往德國優先；剩下則運往巴黎或法國其他城市。雪鐵龍工廠生產的所有卡車都直接運往德國。肉类食物、小麥、奶製品和其他農產品的最大份額也運往德國本土。在1940年6月16日成立農業和農業部之後，留給巴黎的物質一率為嚴格配給的，根據1940年7月30日的法令：「1940年8月2日就開始實行配給制系統：包括麵包、脂肪、麵粉製品、大米、糖」；1940年10月23日：則歸納「黃油、奶酪、肉、咖啡、熟食、雞蛋、油」於配給制名單內。
隨著戰爭的繼續：各種食物如「巧克力、魚、干菜（如豌豆和大豆）、馬鈴薯、新鮮蔬菜、葡萄酒、煙草等食物。」在1941年7月開始，僅能透過出示特定商品優惠券才能購買，並額外規定優惠券僅能在特定星期使用。巴黎人（以及法國所有人口）則根據年齡分為七類，在每個月分配一定數量的產品。一個新的官僚機構則僱用了9000多名城市僱員，在所有學校和每個區的市政廳設有辦事處以管理配給制。然而配給制從而導致平時人潮排隊以及無法獲得食物的問題，也迫使許多巴黎人需要定期騎自行車長途跋涉到鄉下，以在郊區獲得本土的蔬菜、水果、雞蛋和其他農產品。
配給制也適用於服裝方面：其中由於皮革專門用於德國軍靴，因此從市場上完全消失。皮鞋則被橡膠或帆布（拉菲草）製成的木底鞋所取代。在市集內出現了各種仿製品或替代品食物。
在冬天尋找煤炭取暖也是市民們另一個當務之急的問題。由於德方將法國北部煤礦的管理權，從巴黎轉移到他們在布魯塞爾的軍事總部作為工廠需求。因此運抵巴黎的煤炭大幅度減少。即使有配給卡，民眾也幾乎找不到足夠的煤來取暖。直到1949年，正常取暖需求的供應才得以恢復。
巴黎的餐館平日能夠開門營業，但必須應對嚴格的規定和短缺。肉類只能在特定的日子供應，而某些產品，如奶油、咖啡和新鮮農產品則極為罕見。儘管如此，餐館還是找到了秘密服務常客的方法。戰爭期間住在巴黎的歷史學家勒內·赫龍·德維爾福斯描述了他的經歷：「在頻繁的管制下，大餐館只允許提供麵條、蘿蔔和甜菜以換取一定數量的門票，但許多美食愛好者仍在城裡繼續尋找美食。有些只要花五百法郎，就可以吃到一塊藏在捲心菜下面的好豬排，不用門票就可以端上來，還有一升博若萊酒和一杯真正的咖啡； 有時畢卡索本人會出現在多菲內街的一樓，你可以坐在他旁邊收聽英国广播公司的廣播。」
由於商品的限制和短缺，因而造就了巴黎繁榮的黑市。食品和其他稀缺產品的生產商、分銷商也留出一部分商品提供給予黑市，並通過中間商將其出售給客戶。位於香榭麗舍大街和巴黎其他地區的酒吧也因此成中間人和客戶之間常見的聚會場所。不過巴黎普通市民私底下販售的香煙、肉類、咖啡、葡萄酒和其他產品，通常反而是中間人和顧客都不清楚的來源。

### 交通工具

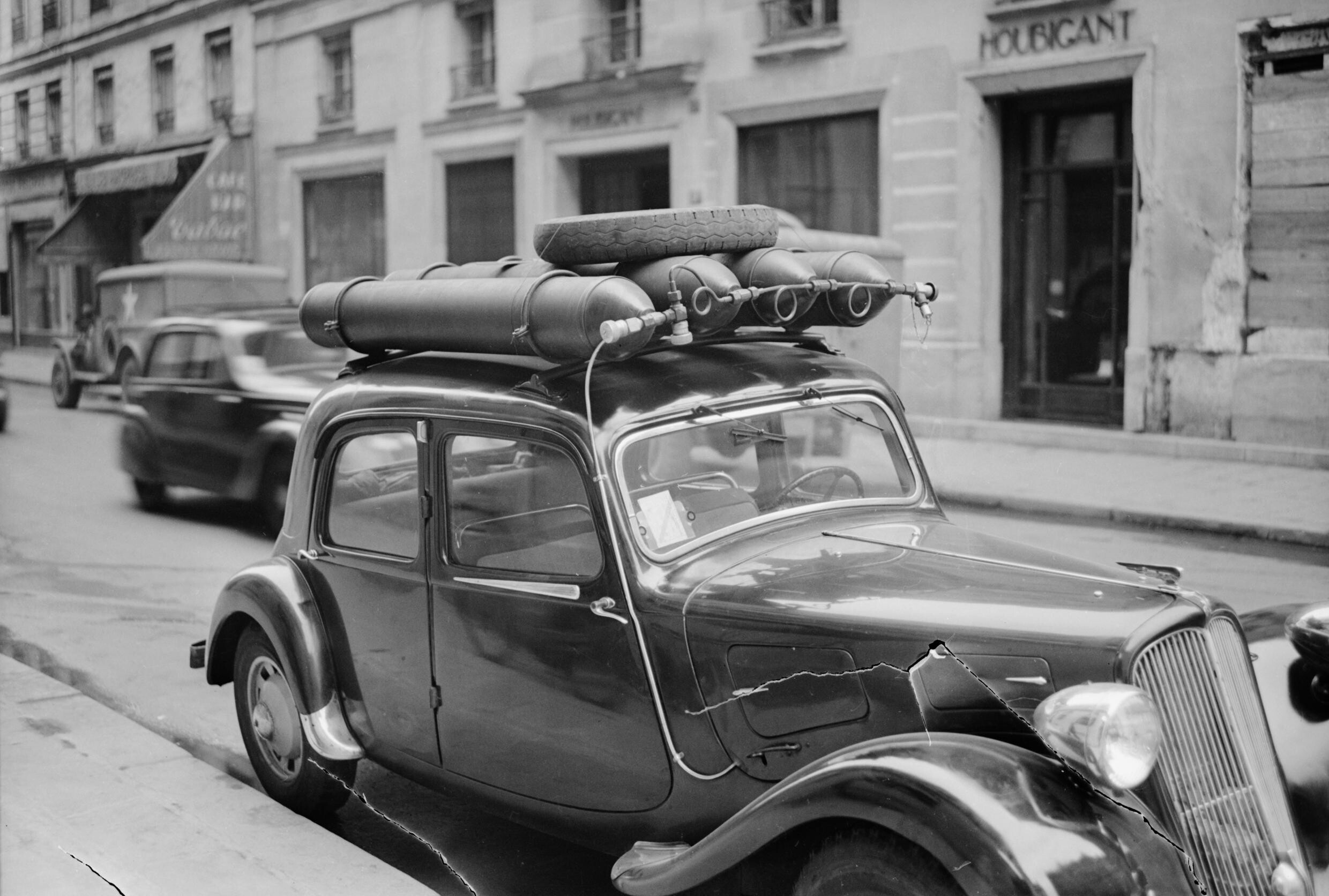
一輛改用煤氣代替汽油的汽車
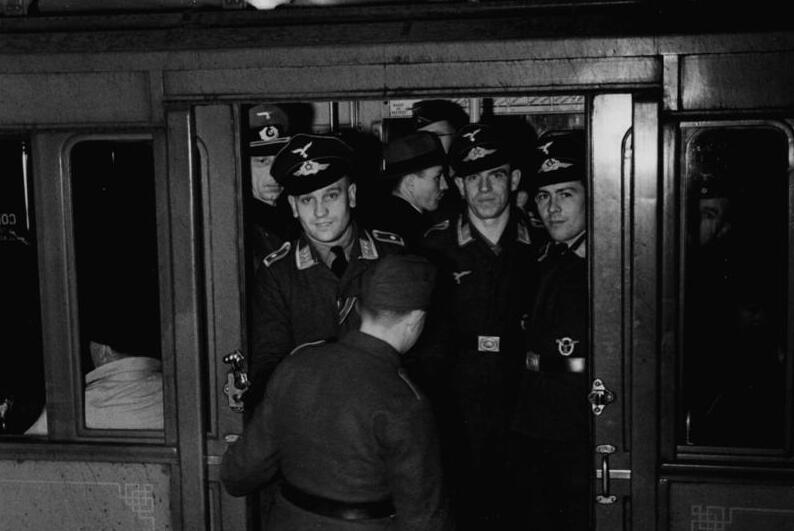
巴黎地鐵上的德國空軍軍官
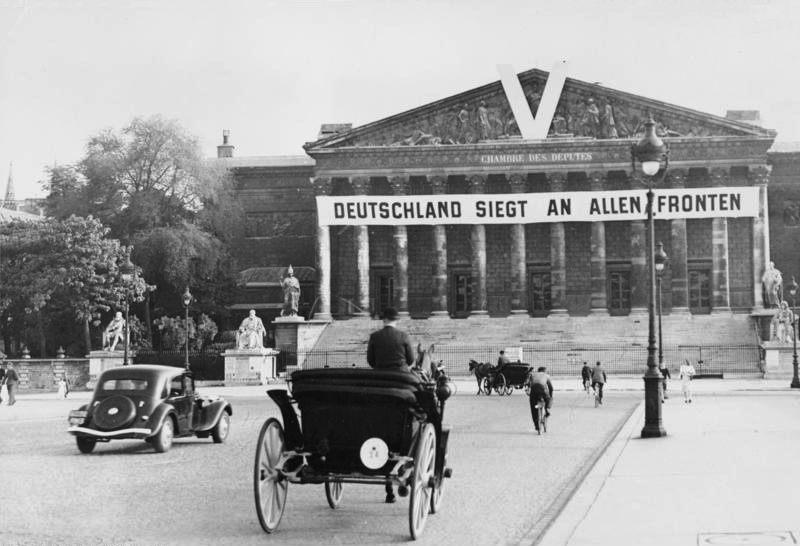
波旁宫前的馬車，裝飾著標語：“德國在各方面都取得了勝利”
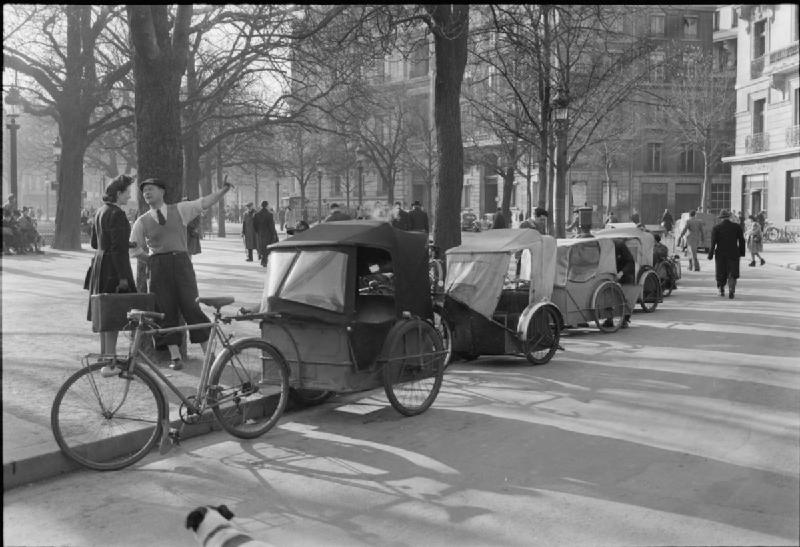
1945年春天，仍在使用的三輪車或自行出租車

由於燃料短缺，巴黎街頭的汽車數量從戰前的350,000輛下降到不到 4,500 輛。曾有一位顧客坐在交易所廣場一家咖啡館的露台細數自中午十二點整的30分鐘經過的汽車數量：最終僅有三輛經過。較舊的交通工具例如馬車，重新投入使用。部分卡車和汽車經常使用一種裝在屋頂罐中的劣質燃料碳酸水裝置，或從巴黎下水道中提取煤氣或甲烷作為燃料。
儘管地鐵則保持運行，但行車服務經常中斷，在公共汽車方面，自1939年的巴黎共有3500輛公共汽車投入服務，但到1940年秋天卻僅剩500輛仍在運行。交通工具的不足也導致自行出租車開始流行，儘管司機收取高額費用。但自行車也因此成為許多巴黎人的代步工具，價格飆升；一輛二手自行車要花一個月的工資。
交通問題並沒有隨著巴黎的解放而結束。汽油短缺和交通不便一直持續到戰後很長一段時間。

### 文化藝術

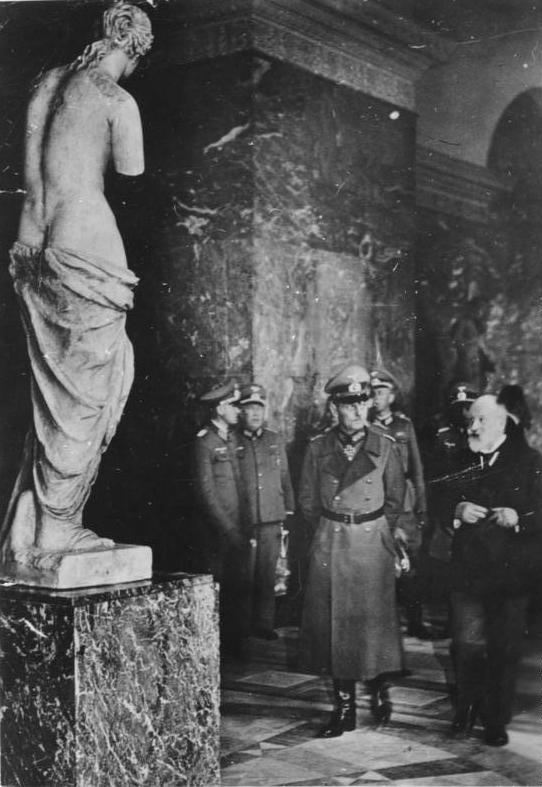
德國陸軍元帥格特·馮·倫德施泰特在羅浮宮觀賞被留在館舍的《米洛的维纳斯》，1940年10月10日
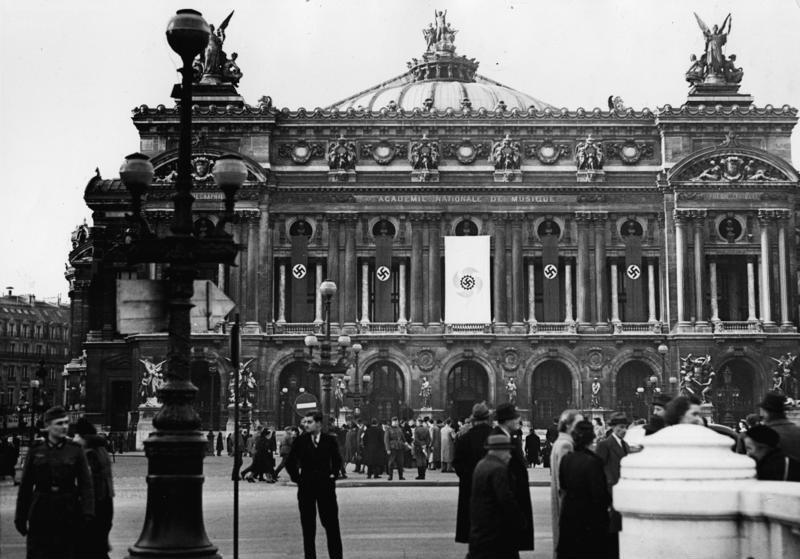
1941年，為德國音樂節裝飾的巴黎歌劇院
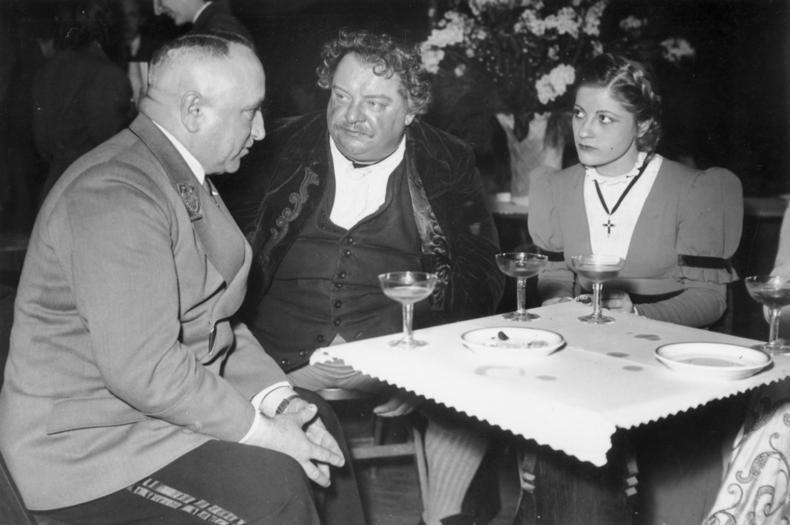
1941年在香榭麗舍劇院演出歌劇《陰謀與愛情》後的出席人士，從左到右：帝國組織領導人罗伯特·莱伊；席勒劇院負責人海因里希·喬治（英语：Heinrich George）；和德國女演員吉塞拉·烏倫（英语：Gisela Uhlen）
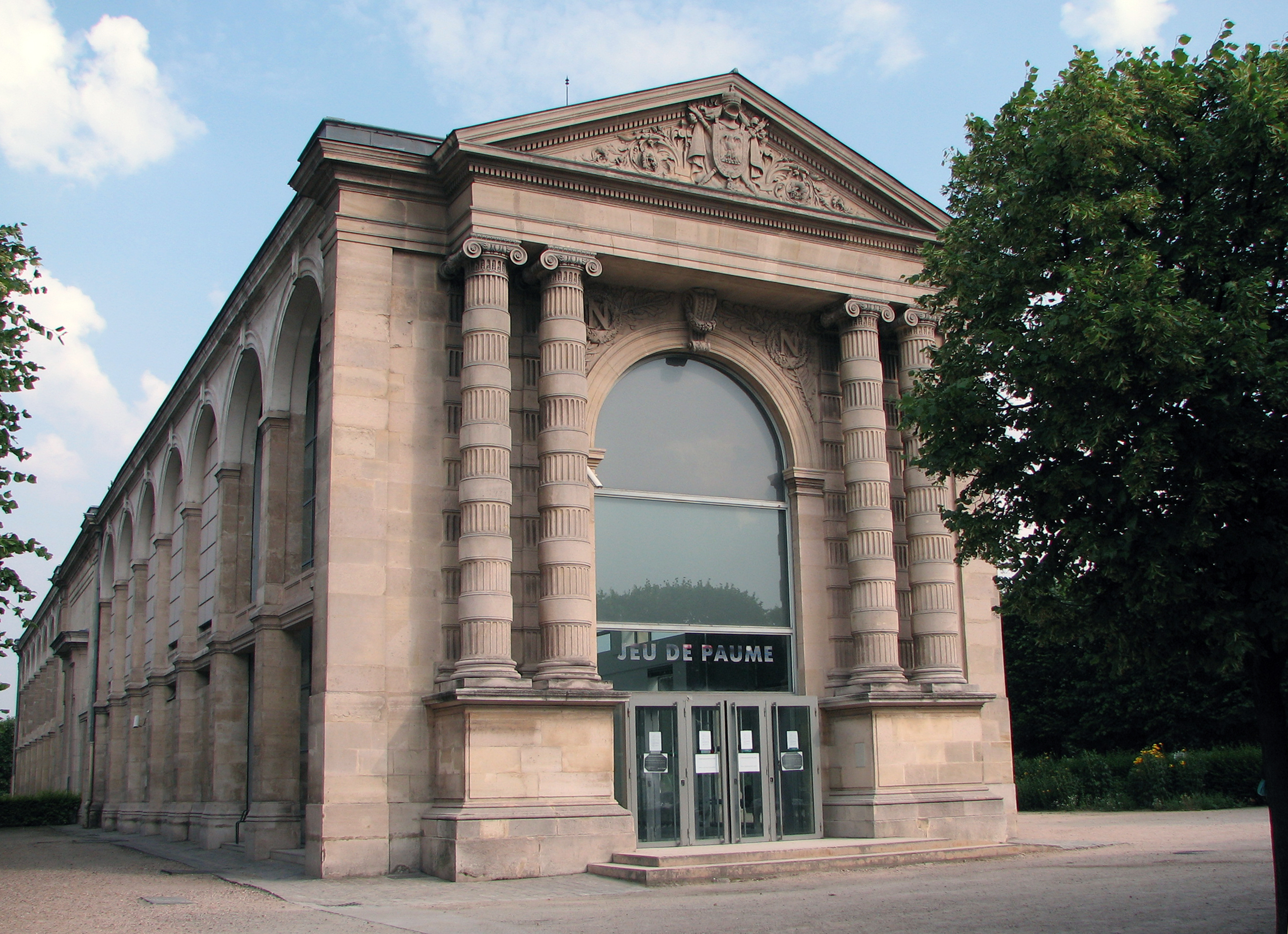
國立網球場現代美術館曾作為從猶太人家庭偷來的藝術品倉庫使用
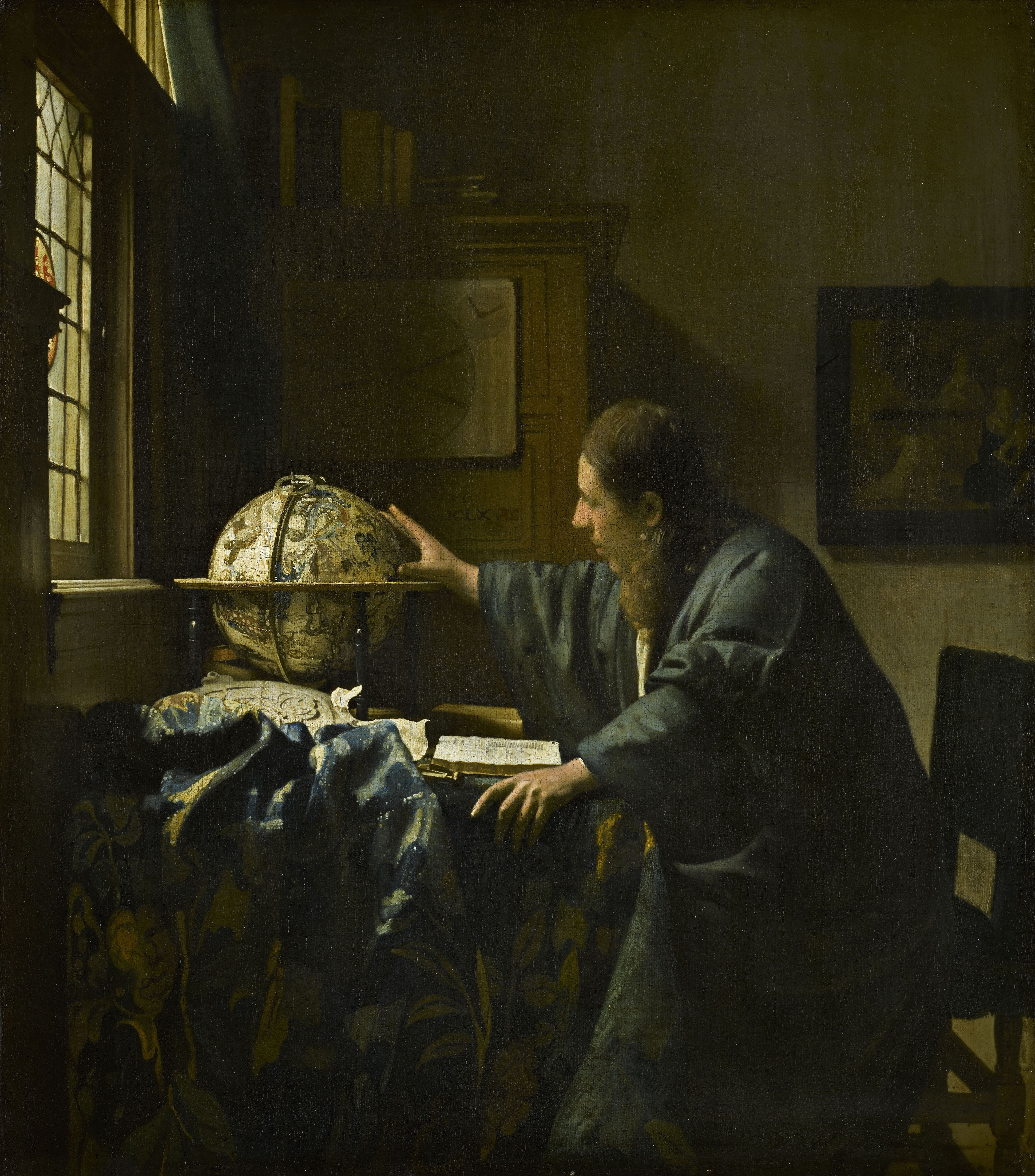
維米爾1668年的畫作《天文學家》被納粹從羅斯柴爾德家族偷走，並交給希特勒收藏。

歷史上最大的藝術品盜竊案之一發生在佔領期間的巴黎，當時納粹大規模掠奪了猶太人收藏家的藝術品。除了羅浮宮的名作早已疏散到盧瓦爾河谷的城堡和無人區，仍保持安然無恙的狀態。德國軍隊原尊重1899年和1907年簽署的《海牙和平會議》，拒絕將法國博物館中的作品轉移出國，但希特勒顯然對此並未如此顧忌。
1940年6月30日，希特勒下令對法國的所有公共及私人藝術作品進行『保護』。儘管許多富裕的猶太家庭在離開法國前將他們所收藏藝術作品運出，但還有大量的藝術收藏品則留在法國。因此德國制定一項新法律規定，所有在戰前離開法國的猶太人不再是法國公民，因此他們的財產能夠被政府沒收。蓋世太保開始搜查猶太家庭的銀行金庫和空置住宅，並拿走留在現場的藝術品。留在巴黎十五家最大的猶太藝術畫廊的作品也全被收集起來，並用法國警車負責運送。
9月，國家領袖羅森貝格任務小組正式成立，該小組的成立是為了對所有藝術品進行分類和存儲，並將400多箱的藝術品轉移到位於杜樂麗花園的國立室內網球場（今國立網球場現代美術館）進行分類。此外也有部分藝術品被運往羅浮宮用作臨時展覽。
德國空軍司令赫尔曼·戈林曾於同年11月3日參觀了國立室內網球場，並於5日再度返回在藝術品中挑選作品作為私人收藏。最終他共挑選了二十七幅畫作，包括原為法國金融家愛德華·羅斯柴爾德男爵所藏之伦勃朗和范戴克的作品。戈林還為他在紹爾夫海德森林所有的卡林霍爾莊園挑選彩色玻璃窗和家具。此外羅斯柴爾德家族所保存的維米爾畫作《天文學家》也被運走，並預定為希特勒本人保留。戈林最後將挑選的藝術品裝載到約十五輛鐵路貨車往德國。並曾在1941年和1942年造訪國立室內網球場17次，大幅度增加了他的收藏。
在此期間，巴黎的銀行、倉庫和私人住宅所收藏的藝術人仍持續被沒收，各種繪畫、家具、雕像、鐘錶和珠寶也堆積在國立室內網球場，國立室內網球場的工作人員對218個主要藏品進行了編目。
1941年4月至1944年7月期間，共有4,174箱藝術品裝滿約138節車廂從巴黎運往德國。大部分藝術品在戰後回歸巴黎，也有部分作品至今未歸還，仍保存於異地。

### 藝術
雖然有一些畫家離開了巴黎，但許多藝術人則乾脆留下並繼續從事藝術工作。1940年秋天，喬治·布拉克回到巴黎並默默地繼續創作。巴勃羅·畢卡索在1939年的大部分時間都在波爾多北部鲁瓦扬的一座別墅裡度過。他後來回到巴黎繼續在位於大奧古斯丁街的工作室工作。經常在他的工作室接待來訪的遊客，其中也包括德國人，有觀眾對於畢卡索的作品表示讚賞，有的則表示懷疑。畢卡索時常將他著名的反法西斯作品《格爾尼卡》製成的明信片作為紀念品分發給遊客，並與來訪的德國人（包括作家恩斯特·荣格）就藝術和政治問題進行認真的討論。雖然他的作品被官方譴責為「頹廢藝術」，不過畢卡索的畫作依然持續於德魯奧酒店拍賣行和路易斯·萊里斯畫廊出售。德國財務官員曾打開畢加索的銀行金庫以尋找可以沒收的猶太人藝術品。然而由於金庫裡僅存放畢加索的私人藝術收藏品，畢卡索將他們與他對畫作所有權的描述搞混了，以至於財務官員什麼都沒拿就離開了。他還說服財務官員布拉克擁有的金庫中畫作實際上也是屬於他自己的。
其他被視為頹廢藝術的藝術家則包括瓦西里·康定斯基和亨利·马蒂斯，他們曾將畫作從尼斯的住所寄到巴黎，雖然受到官方譴責，但仍繼續在巴黎畫廊的密室出售他們的作品。
影視方面，除了猶太演員被禁止表演外，一些知名演員，例如尚·嘉賓和電影導演让·雷诺阿出於政治或個人原因選擇離開巴黎，但其他許多人留下來避開政治並專注於他們的藝術。其中包括演員費南代爾、電影導演兼劇作家薩沙·吉特里，以及歌手艾迪特·皮雅芙、提諾·羅斯、夏尔·特雷内和伊夫·蒙当。爵士音樂家金格·萊恩哈特與法國五重奏熱俱樂部依然持續於俱樂部表演。1941年，莫里斯·舍瓦利耶在巴黎賭場上演了一部新歌劇：《卓悅巴黎》。其中劇中歌曲〈Ça sent si bon la France〉和〈La Chanson du maçon〉很快便成為熱門歌曲。納粹曾要求舍瓦利耶在柏林演出並為巴黎電台唱歌。儘管舍瓦利耶對此表示拒絕，但他曾前往德國專門向法國戰俘表演，並成功換取十名戰俘獲釋的機會。
戰爭爆發時，時年67歲的作家科萊特在她位於緊鄰皇宮花園，薄酒萊(Beaujolais)的公寓里安靜創作她的回憶錄，她的丈夫莫里斯·古德凱(Maurice Goudeket) 因爲是一名猶太人而在1941年12月被蓋世太保逮捕，儘管在德國大使奧托·阿伯茨的法國妻子的干預下，古德凱於幾個月後便獲釋，但科萊特在經歷此事件後，仍擔憂丈夫在度過余下的戰爭歲月仍可能會被第二次逮捕的隱患。1944年，科萊特出版了她最著名的作品之一《吉吉(小說)》 。
哲學家和小說家让-保罗·萨特依然透入於寫作和出版領域；政治活動家西蒙·德·波娃為巴黎廣播電台製作了一段關於音樂廳歷史的廣播；玛格丽特·杜拉斯在一家出版社工作。女演員丹妮爾·黛麗尤前往柏林巡迴演出，以換取釋放其丈夫皆多明尼加外交官，因涉嫌從事間諜活動而被逮捕的波菲里奧·魯維羅薩。曾在電影《天堂的孩子们》和《北方飯店》擔任主演的女演員阿尔莱蒂，在此期間與德國空軍軍官漢斯·於爾根·蘇林有過一段戀情，並以著名的還擊方式回擊了一名FFI成員，在巴黎解放後，她在審問時曾表示：「我的心是法國的，但我的心是國際的。」。
巴黎的一些區域是同性戀演員和藝術家經常光顧的地方；尤其是布洛涅林苑中的游泳池。演員让·马莱曾因同性傾向而受到官方騷擾，演員羅伯特-休格斯·蘭伯特因疑似與一名他不願透露姓名的德國軍官發生關係，在同性酒吧遭到被捕並被送往集中營，1945年3月7日，蘭伯特死於弗洛森堡集中營。
除了積極發展流行文化外，德國也不斷努力通過文化來吸引巴黎人：1941年，他們在巴黎歌劇院組織了由柏林爱乐乐团主導的德國音樂節，在香榭丽舍剧院舉辦了柏林席勒劇院的戲劇表演，以及德國雕塑家阿諾·貝克的展覽。
由於人員、設備和食物的短缺，法國電影業在此時面對發展困難的狀況，但仍有幾部被視為傑作的電影也在此時期間，其中包括在佔領期間拍攝，但直到1945年才上映：由馬賽爾·卡爾內執導的《天堂的孩子们》。

## 事件

### 反猶太主義

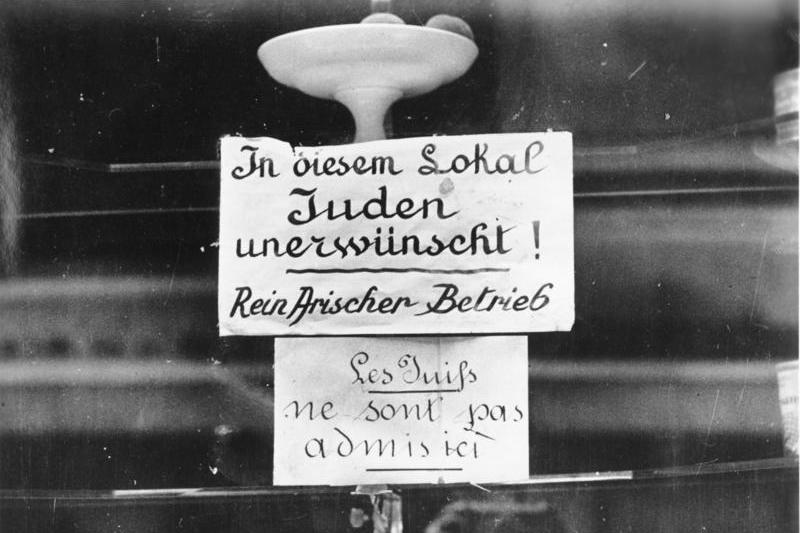
1940年9月，巴黎一家餐廳外的德國標誌宣布猶太人不得入內。
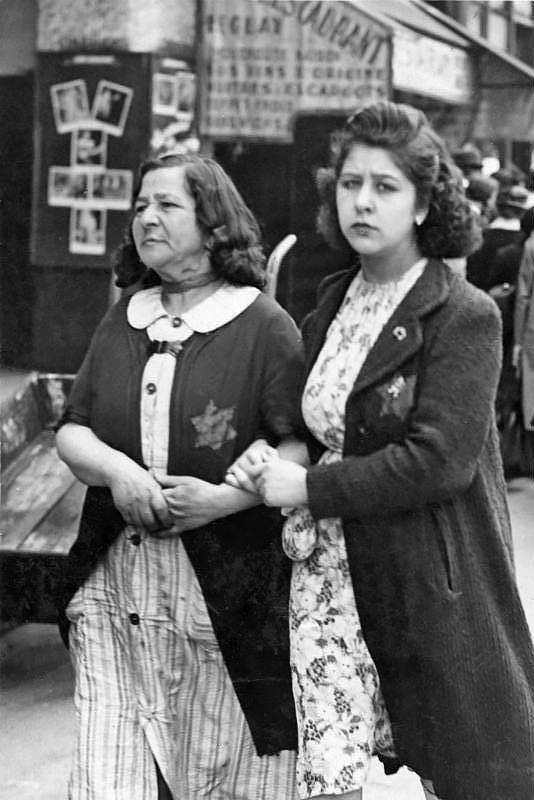
1942年，猶太婦女必須佩戴黃色的大衛之星
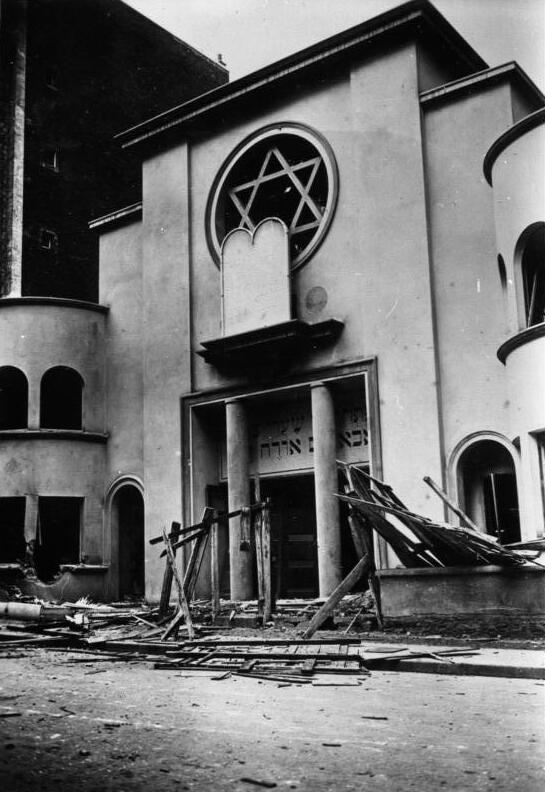
1941年，蒙馬特猶太教堂和其他幾個教堂遭到襲擊和破壞。
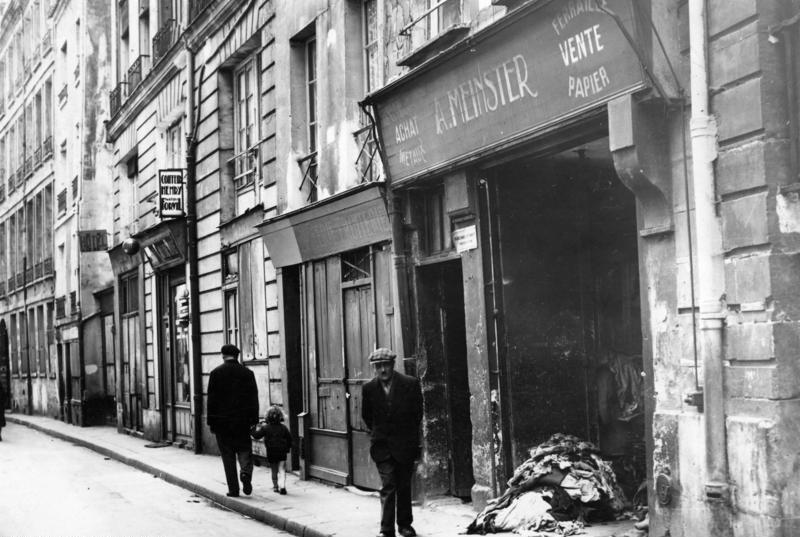
1941年5月，一間位於瑪萊區的一家猶太人商店被毀

自占領開始，巴黎的猶太人就遭到特別嚴厲的對待。1940年10月18日，德國當局在制定的雅利安條款中頒布法令，猶太人將享有特殊地位，並被禁止從事商業、工業等自由職業，從而影響大量地猶太人律師、醫生、教授，店主，猶太人被禁止進入某些餐館和公共場所，他們的財產也將被沒收。
1942年5月23日，蓋世太保反猶部門負責人阿道夫·艾希曼秘密下令將法國猶太人驅逐到奧斯威辛集中營，並在5月29日公告佔領區內所有六歲以上的猶太人都必須佩戴黃色的大衛之星徽章。7月，巴黎的猶太人被禁止進入所有主要街道、電影院、圖書館、公園、花園、餐館、咖啡館和其他公共場所，並被要求僅能乘坐地鐵列車的末節車廂。7月16日至17日，根據德方命令，法國警察共圍捕了13,152名猶太人（包括4,115名兒童、5,919名婦女和 3,118名男子）。未婚人士和沒有孩子的夫婦則被帶到巴黎以北約20公里的德朗西，8,160名男女老少或是家庭則是前往位於巴黎十五区街的冬期競輪場。關押他們的冬期競輪場極其擁擠，設施內幾乎沒有食品和水以及衛生設施。在德朗西、皮蒂維耶、博訥拉羅朗德情況類似。五天後，所有的猶太人被裝入大屠殺列車，松到德朗西拘留營、皮蒂維耶拘留營、羅亞利厄-貢比涅博拘留營和恩拉羅朗德拘留營。
1943年和1944年期間，德國持續逮捕居住於巴黎的猶太人。到巴黎解放時，估計有43,000名來自巴黎地區的猶太人（約佔社區總人口的一半）被送往集中營，並有34,000人於集中營死亡。

### 合作

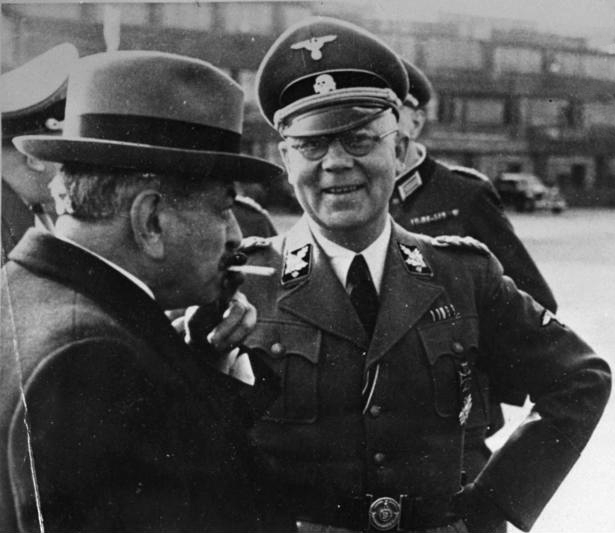
1943年5月1日，法國總理皮埃尔·瓦尔德克-卢梭和負責蓋世太保和黨衛軍的巴黎德國警察指揮官卡尔·奥贝格會面
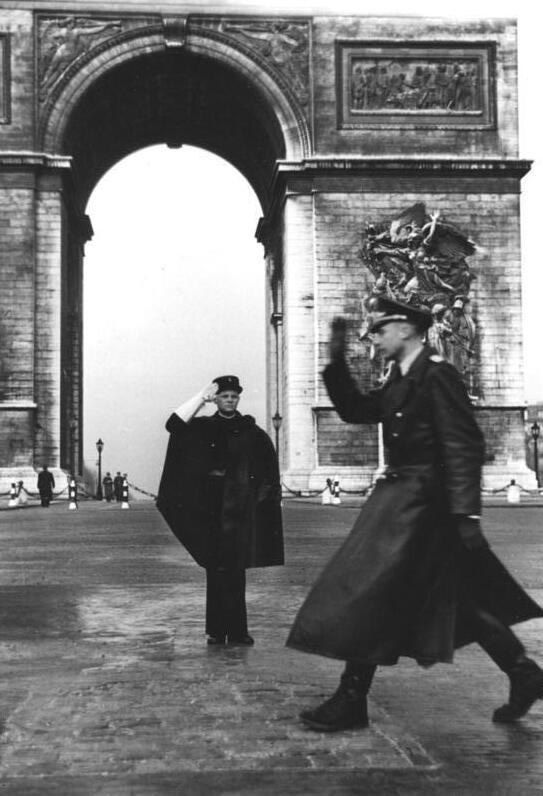
1941年，一名巴黎警察向一名德國軍官致敬
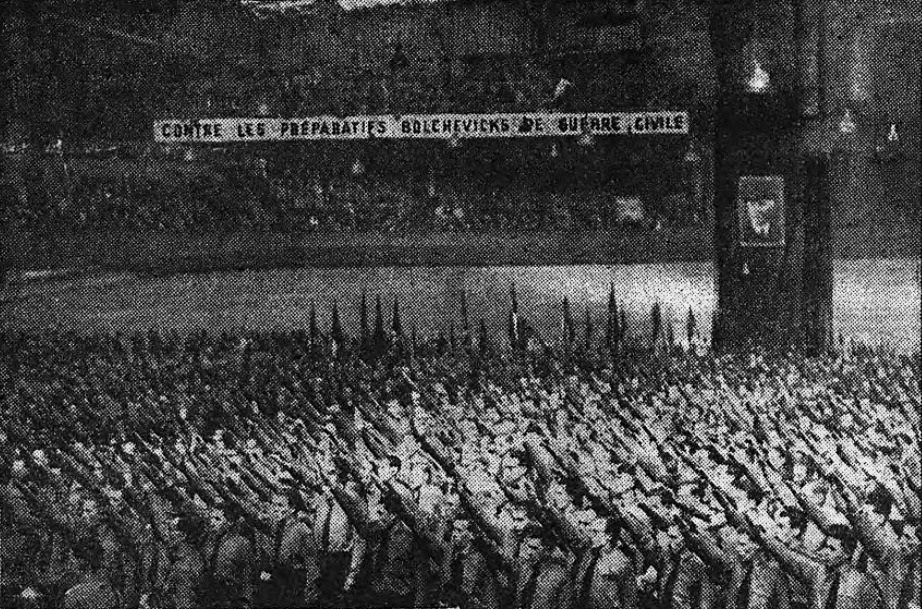
1943年4月11日：國民革命陣線在冬期競輪場（英语：Vel d'Hiv）會面，該法西斯準軍事組織成立於1943年2月28日，目的是打擊法國抵抗運動。其積極合作的警察單位被稱為法蘭西民兵

佔領期間，許多巴黎人經常與維琪政府和德方合作，以協助他們負責城市管理、警察和其他政府職能。法國政府官員則可以選擇共同合作或離職。1941年9月2日，所有巴黎地方法官都被要求宣誓效忠貝當元帥。只有保羅·迪迪埃（Paul Didier）拒絕了。與貝當元帥及其部長統治的維希法國政府不同，法國的投降文件則將巴黎置於佔領區域，使該城市直接受德國，即法蘭克福軍事部(MBF)當局管轄。該部門則稱：「法國政府將立即要求被佔領區域的所有法國行政部門遵守德國軍事當局的規定，並以正確的方式與他們合作。」警察局長和塞納河州長則需要向軍事部匯報。
負責監督黨衛軍、黨衛軍和蓋世太保的帝國安全總局與法國警察及其附屬機構密切合作。並建立了卡林格以對抵抗運動進行反叛亂行動。該組織的成員大多來自法國黑社會，多數成員在戰爭結束時被捕並被處決。納粹安全機構還在警察局下設立了特種旅在巴黎，這些部隊僅根據RHSA和黨衛軍行動，以抓捕抵抗戰士和盟軍特工，並圍捕猶太人以將其驅逐出境為目標。被捕的囚犯也經常遭到特種旅的折磨。
1943年2月28日，維希法國政府建立了一個法西斯準軍事組織，即國民革命陣線，其活躍的警察部門被稱為法兰西民兵。該組織的特殊功能是協助德國人抓捕定性為「恐怖分子」組織的抵抗組織，並在的前共產黨大樓內設立了總部。路易大帝中學則被用作軍營使用，並在歐特伊猶太教堂建立了一所軍官候選人學校。
1943年4月11日，國民革命陣線在冬期競輪場舉行第一次大型集會。1944 年8月巴黎解放時，大部分成員選擇與德國人並肩作戰，其中許多人在巴黎淪陷時前往德國的锡格马林根。沒有離開的人則成為隨後進行大清洗（épuration）的頭號目標。

### 犯罪事件
佔領期間最臭名昭著的巴黎罪犯爲马塞尔·珀蒂奥醫生。珀蒂奥在第16區的勒蘇爾街21號購買了一套房子，以化名尤金醫生（Docteur Eugène），假裝是協助猶太人從法國走私到阿根廷的抵抗團隊負責人。先從客戶那裡收取一大筆預付款，然後讓他們帶著金銀和其他貴重物品到達住處。
當目標被帶到他的「候診室」時，珀蒂奥則說服他們必須接種疫苗才能進入阿根廷，給他們靜脈注射致死劑，然後通過門上的窺視孔在隔壁房間裡看著他們死去。隨後，他將他們的屍體切碎放入井中，並使用生石灰溶解。
珀蒂奥的活動很快引起了蓋世太保的注意，使得蓋世太保於1943年逮捕了他，最終珀蒂奥的罪行在1944年巴黎解放後被發現，並被指控約謀殺27人，隨後於珀蒂奥1946年受審後並被判處絞刑，並於1946年5月25日執行，珀蒂奥的住處最後在1966年被拆除。

## 抵抗軍

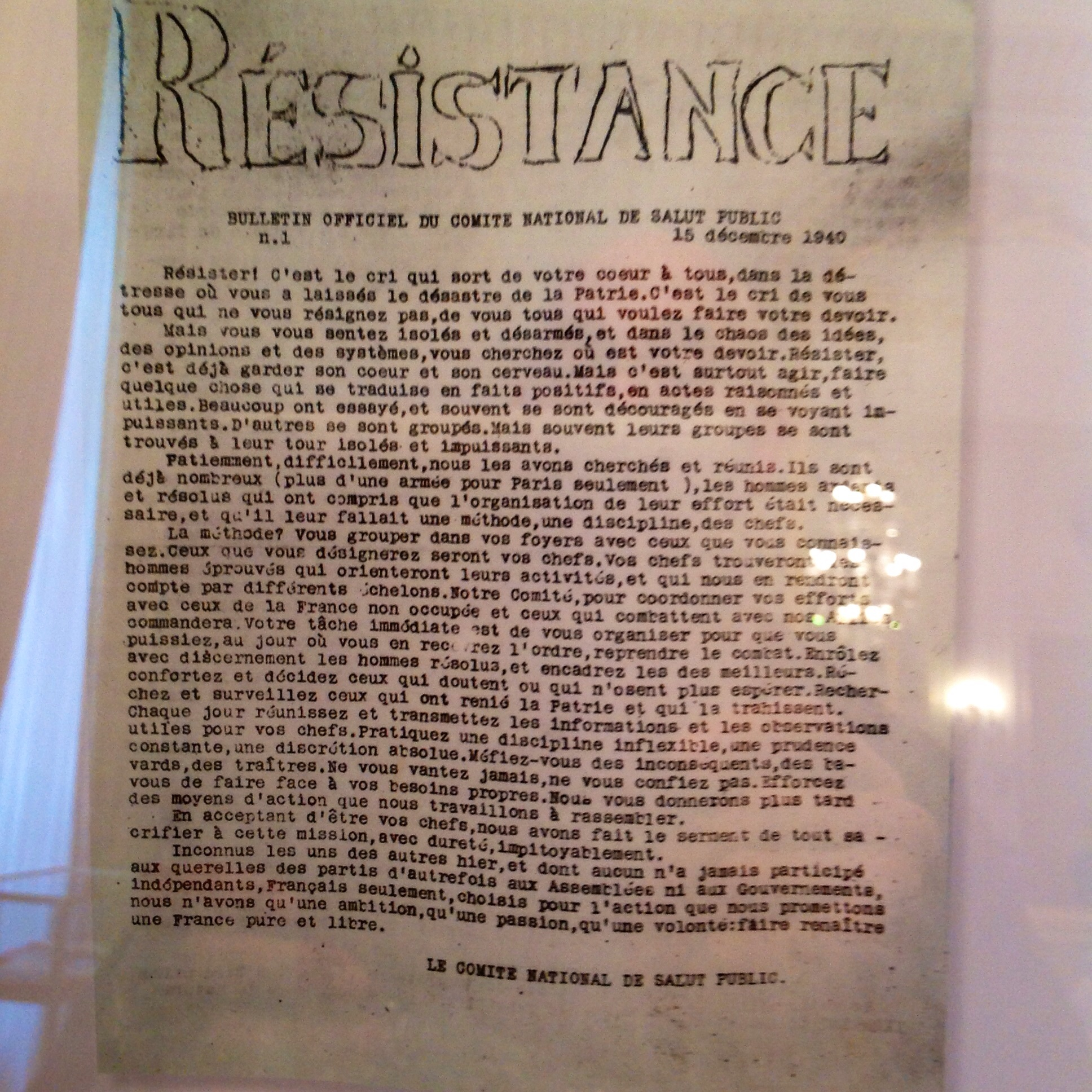
地下報紙《抵抗》創刊號 ，1940年12月15日
海報宣布德國人將劫持人質以報復襲擊德國士兵，1941年8月21日
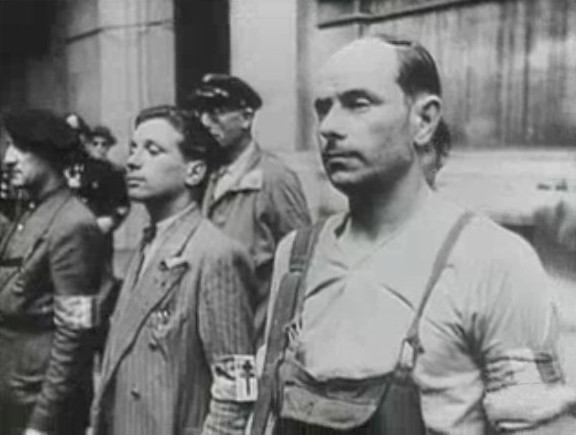
巴黎的抵抗軍，1944年8月

自從德軍在1940年6月佔領法國之後，各種抵抗運動開始興起反抗德國的統治，比如法蘭西義勇游擊隊和其他效忠於法國共產黨的地下組織，這些被稱為馬基斯的地下組織多半各自行事，導致反抗德國佔領者的行動幾乎是事倍功半、成效不彰。
1940年6月18日，部分收聽英國廣播公司的巴黎人聽到的法國準將戴高樂在倫敦呼籲繼續抵抗德國人的消息。由於當時較少人聽到廣播，該消息後來則已廣泛印刷形式流傳。6月23日，德國占領當局命令所有法國人交出他們擁有的任何武器和短波接收器，否則將面臨嚴厲措施。因此巴黎內部，反對派基本是在孤立的狀態下緩慢成立，8月2日，由貝當元帥帶領的新政府以叛國罪缺席判處戴高樂死刑。
巴黎第一次反對占領的非法示威發生在1940年11月11日，即第一次世界大戰國殤紀念日，這一天通常以愛國紀念儀式為特色。然而預料到會有麻煩，德國當局禁止在該天舉辦任何紀念活動，並將其定為正常的學校和工作日。儘管如此，巴黎中學（高中）的學生依然散發傳單和傳單，呼籲學生罷課並在凱旋門下舉行無名烈士墓集會。英國廣播公司也在10日廣播此一事件。最終共有大約20,000名學生在乔治·克列孟梭的墓前和雕像前獻上花圈和花束，中午，該場示威變得更加挑釁；一些學生舉著具有自由法國象徵的洛林十字抗議。隨後則被警察趕走了。夜幕降臨時，整題事件變得更具挑釁性。大約有3,000名學生聚集在一起，高呼「法蘭西萬歲！」、「安格萊特萬歲！」，並闖入了受青年陣線歡迎的酒吧Le Tyrol，一個青年團體則在此時與警察發生扭打事件。下午6點，德國士兵抵達並包圍了學生，並關閉了周圍地鐵站的入口。他們使用固定的刺刀向學生們衝鋒，向空中開槍。最終維希政府宣布逮捕123人，共有一名學生在此衝突中受傷。被捕的學生隨後被帶到桑泰監獄、米丁監獄和弗雷訥監獄，在那裡他們遭到毆打、掌摑、剝光衣服，並被迫在傾盆大雨中整夜罰站。一些學生也受到偽裝成行刑隊士兵的威脅。由於示威的遊戲，索邦大學被迫關閉，學生被要求定期向警方報到，拉丁区周圍地區的治安則被密切關注。
另一起事件發生在11月10日；一位名叫雅克·邦塞尚（Jacques Bonsergent）的28歲法國工程師和他的朋友們參加完婚禮回家，在停電時遇到一群德國士兵並發生爭吵。一名德國士兵在該事件中打了一拳。儘管邦塞尚的朋友逃脫了，然而邦塞尚本人卻被逮捕，並拒絕將朋友的名字告訴警方，隨後他被關進監獄19天，並在法庭被指控「對德國軍隊成員實施暴力行為」被判處死刑。最終邦塞尚在12月23日被行刑隊處決，成為法國第一位因反抗佔領而被處決的平民。1946年，地鐵站雅克·邦塞尚站以他的名字命名。
1940年9月，一群位於特羅卡德羅夏乐宫的人類博物館有關的學者組成了巴黎第一個重要的抵抗組織。12月15日，他們使用博物館的油印機出版了一份四頁的報紙《抵抗運動》，隨後的運動以其名字命名。該小組是由出生於俄羅斯（歸化為法國）的人類學家鮑里斯·維爾德領導，該報的第一期宣稱：「我們是獨立、純粹的法國人，被選中來執行我們希望採取的行動。我們只有一個雄心、一種激情、一個願望：重建純粹和自由的法國。」他們收集大量資訊並建立網絡，以幫助逃脫的法國戰俘逃離該國。然而，他們於1941年1月被發現並被捕。2月22日，維爾德和其他六名領導人在該市西郊的瓦萊里安山堡壘被行刑隊判處死刑並處決。 
大多數普通巴黎人的抵抗都是象徵性的：在英國廣播公司的鼓勵下，巴黎學生們曾在牆壁、黑板、桌子和汽車側面塗寫了代表勝利的字母「V」。德國對此也試圖加入「V」運動，並在愛菲爾鐵塔和國民議會上放置巨大的「Vs」以象徵著德國的勝利，但收效甚微。
法國共產黨黨員對占領政府及抵抗運動的態度較為複雜；由於該黨長期以來一直譴責納粹主義和法西斯主義，但在1939年8月23日簽署《德蘇互不侵犯條約》後，該黨不得不改變基礎方向。當共產黨報紙《人道報》的編輯被法國政府關閉後，法國共產黨曾向德國人請求恢復出版的許可並獲得批准。儘管維希政府和德國人允許他們出版報紙，但他們隻字未提關於11月11日的愛國示威遊行此事的報導。
但在1941年6月22日德國進攻蘇聯的巴巴羅薩行動之後，他們成為巴黎最為活躍、同時最有發聲力量的組織，儘管他們仍然敵視戴高樂，並譴責戴高樂是英國的反動傀儡。1941年8月21日，一名化名為「法比恩」的的21歲共產主義者皮埃爾·喬治斯，在同伴吉爾伯特·布魯斯萊因與其他參與抵抗運動的兩名成員的幫助下，於巴尔贝斯-罗什舒阿尔站開槍射死了德國海軍軍官阿爾方斯·莫澤爾登。
在該事件後，德國人經常劫持法國平民作為人質。他們在巴黎處決了更多人質，希特勒得知此事後，對德國指揮官的手下留情大發雷霆，要求日後暗殺時每殺死一個德國人，必須處決一百名人質。在下一個德國人被殺害後，共有48名人質立即被行刑隊射殺。戴高樂將軍則在倫敦譴責共產黨人士隨意暗殺的政策，稱無辜平民的生命代價太高，對戰爭沒有影響，然而在暗殺事件仍在繼續的情況下，作為報復，德國軍方最後在瓦萊里安山堡劫持巴黎地區約1,400名人質，並處決了981人。1942年春天，巴黎的抵抗行動變得更加危險，布馮中學共有五名學生發動示威以抗議德國當局逮捕他們的一位老師。這場活動大約有一百名學生參加，高呼老師的名字並投擲傳單。最後在警察的行動下，五名學生領袖被逮捕，並在1943年2月8日被審判和處決。
隨著戰爭的繼續，抵抗運動主要分為倫敦戴高樂將軍的追隨者和共產黨團體。戴高樂將軍開始尋求組成一個統一的抵抗運動委員會。1942年1月1日，他將此任務託付給讓·穆蘭。穆蘭在1943年5月27日於巴黎創建第一次全國抵抗運動委員會的會議，確立了各個游擊隊組織的初步合作。然而全國抵抗運動委員會剛成立不久， 讓·穆蘭即遭到親衛隊逮捕。接下來三天穆蘭遭到蓋世太保克勞斯·巴比親自折磨，在押往德國途中死亡。他的犧牲使委員會得以展開抵抗的工作。
1944年初，隨著諾曼底入侵的臨近，共產黨人及其盟友控制了巴黎最大、裝備最精良的抵抗組織自由射手和法国游击队 ，並在同年2月成為更大的傘式組織，即法國內務部隊的一部分。在6月6日諾曼底入侵之後，自由射手和法国游击队準備在盟軍和戴高樂將軍抵達之前發動起義解放巴黎。

## 解放

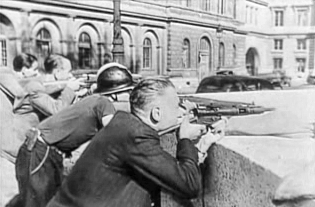
1944年8月19日，巴黎開始了反對德國人的起義，警察總部和其他政府大樓被巴黎市民和全國抵抗運動委員會接管
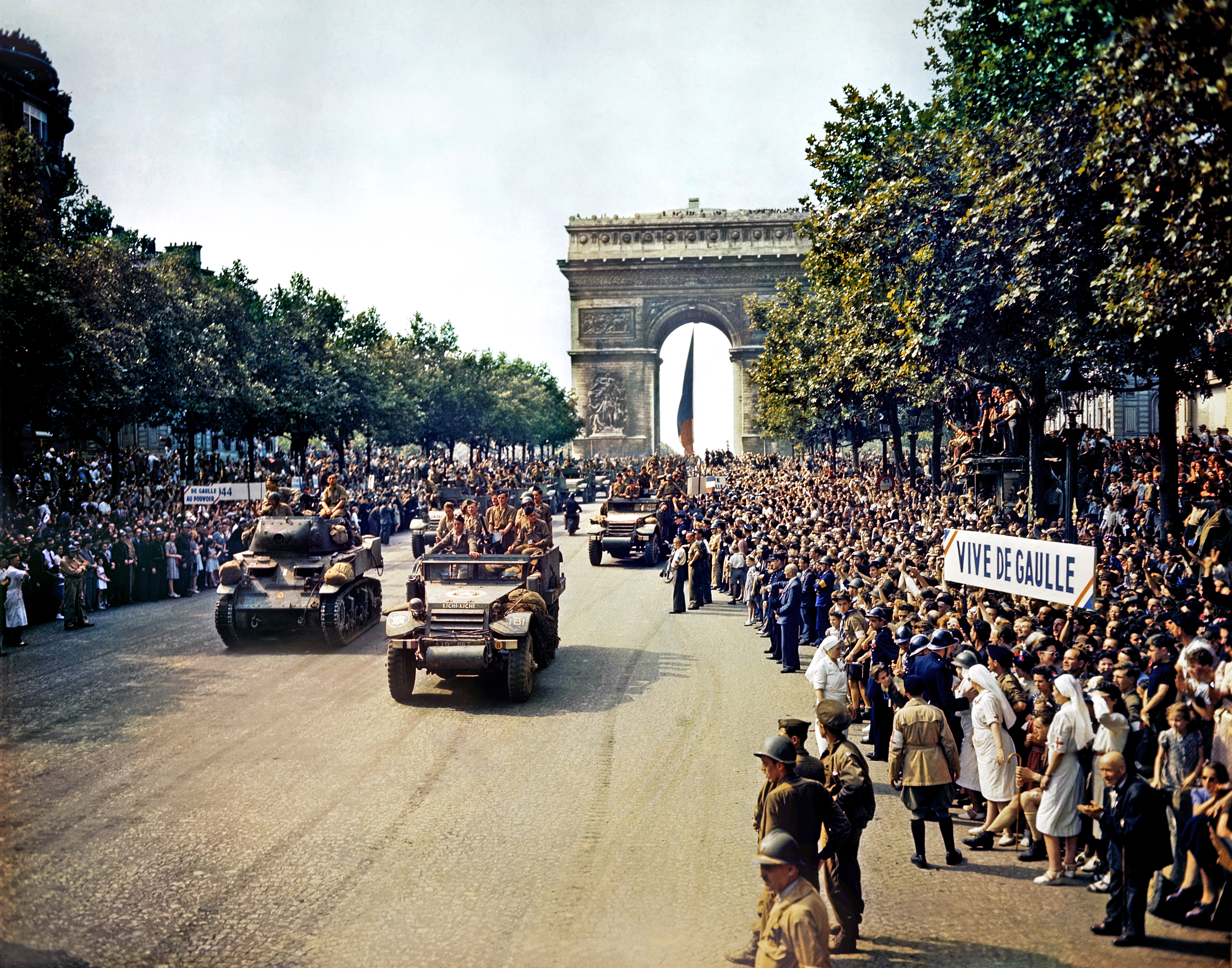
大批法國民眾於1944年8月25日觀看法國第2裝甲師的坦克及半履帶車通過在巴黎凱旋門前的香榭麗舍大道
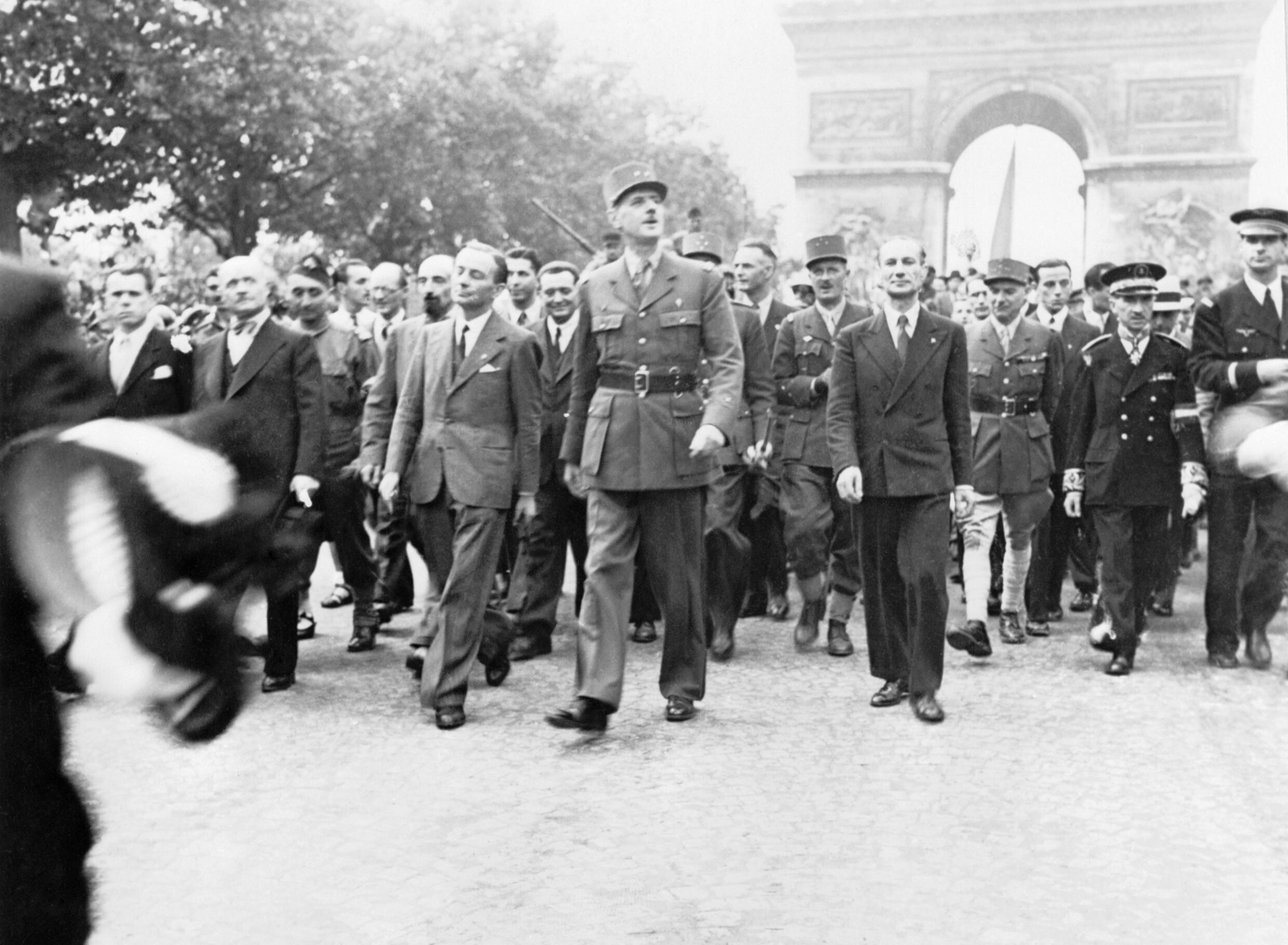
1944年8月26日，夏爾·戴高樂將軍率領慶祝巴黎解放的閱兵式。馬塞爾·弗盧雷是右數第二位人士。
美國第4步兵師的士兵看著艾菲爾鐵塔

1944年，盟軍發動反攻西歐，並在同年盟軍在諾曼第進行登陸成功。此后盟军在诺曼底地区的军事行动进展顺利，到8月初提前达到了大君主作戰的目标，控制了诺曼底地区的大部分。諾曼第地區落入盟軍控制後，盟軍部隊已接近原來的法國首都巴黎，開始向巴黎及其周邊地區推進。此時德國對巴黎的控制已經接近崩潰。7月14日，十萬名巴黎人參加了被禁止的巴士底日慶祝活動。德國士兵向空中開槍，但法國警察無動於衷。8月10日，巴黎地區共有四萬名鐵路工人罷工，導致所有鐵路交通中斷。8月15日，德軍新任巴黎指揮官迪特里希·冯·肖尔蒂茨將軍下令將關押在監獄中的三千名抵抗運動成員轉移出城，送往布痕瓦爾德集中營和拉文斯布呂克集中營。同一天，巴黎警方獲悉郊區的警察正在被德國人繳械；他們立即罷工。在巴黎，大部分電力和煤氣都被切斷，幾乎沒有食物可用，地鐵也停止運行。
8月19日，在戴高樂派駐巴黎代表雅克·沙邦-戴尔马的反對下，全國抵抗運動委員會和巴黎解放委員會聯合呼籲立即起義。響應盟軍，發動起義驅逐駐守巴黎的德軍。並由共產黨領導的地區領導人亨利·羅爾-唐吉上校指揮。當中原屬維希法國，指揮過萬警力的巴黎警察局亦轉投起義軍旗下加入起義，共有一千名警察佔領了西岱岛上的警察總部。
德國方面，起義時大部分德軍精銳部隊已離開這座城市，但仍有2萬名德軍士兵駐守巴黎，其中5千是駐守城中。他們配備了大約80輛坦克和60門大砲。8月20日上午，由馬塞爾·弗洛雷(Marcel Flouret) 率領的一小群抵抗運動戰士走進巴黎市政厅要求轉移行動。該建築物隨後被抵抗運動佔領。並在丹費爾-羅什洛廣場貝爾福雕像下方26米處的地堡指揮起義，巴黎人砍伐樹木並撕毀鋪路石來建造路障。德軍、民兵和抵抗軍之間爆發零星的狙擊和巷戰；雙方都處決了各自的囚犯。抵抗軍從陣亡的德國人手中奪取了武器，甚至繳獲了卡車、坦克。
雖然抵抗軍有大約兩萬名戰士，但他們只有六十支手槍和幾挺機關槍，而且沒有重型武器加上物資彈藥不足，因此起義軍派出特使向盟軍正規軍求援。但按照當時計劃，盟軍打算於諾曼第登陸後繞過巴黎直接進攻德國境內，避免進入城市進行巷戰，因此當時前線指揮的盟軍將領曾拒絕法國游擊隊的求助。但在自由法國領䄂夏爾·戴高樂的遊說下，盟軍最高決策層決定改變計劃，派出法國第2裝甲師向巴黎进攻。

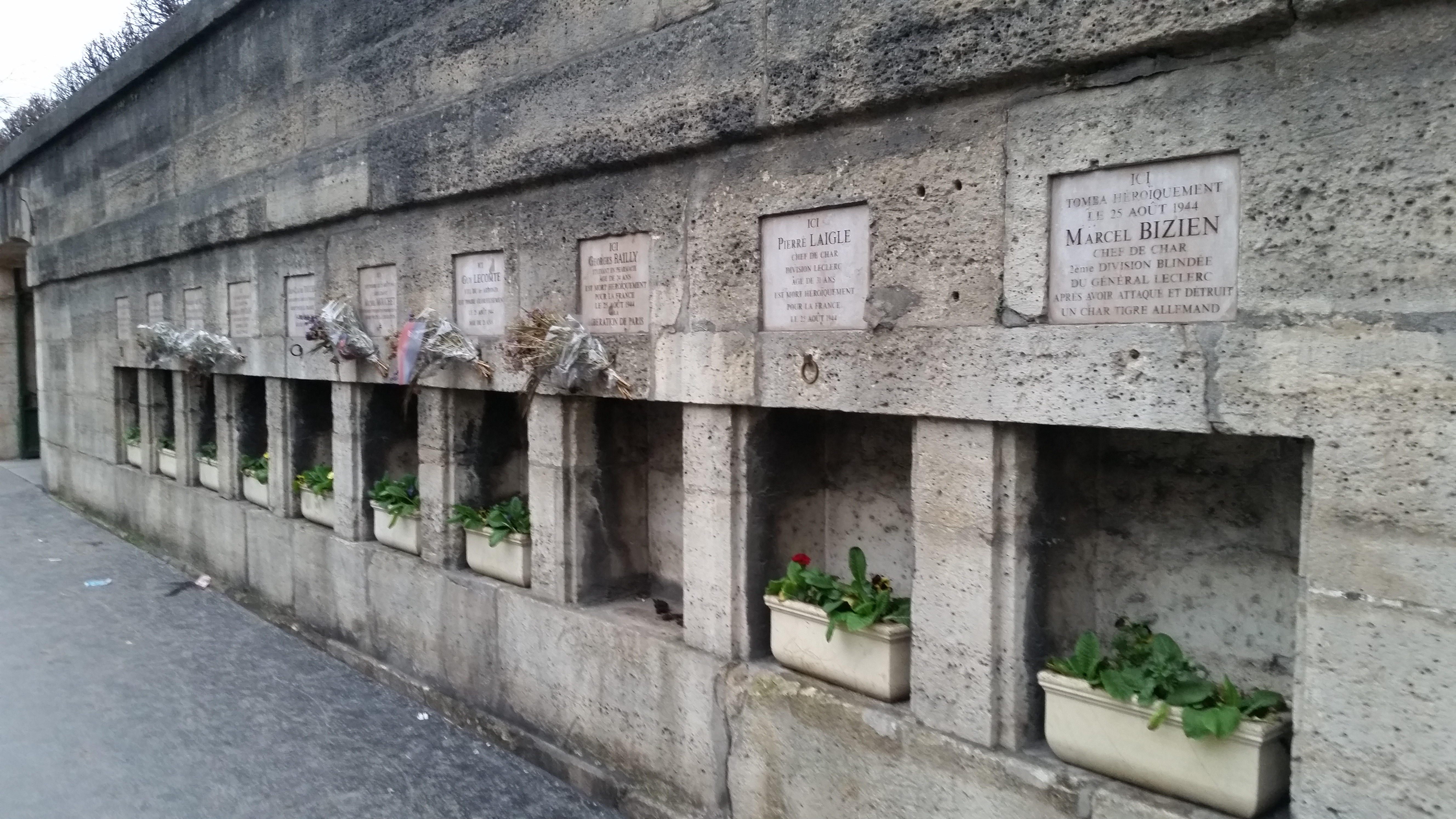
解放期間陣亡將士紀念碑

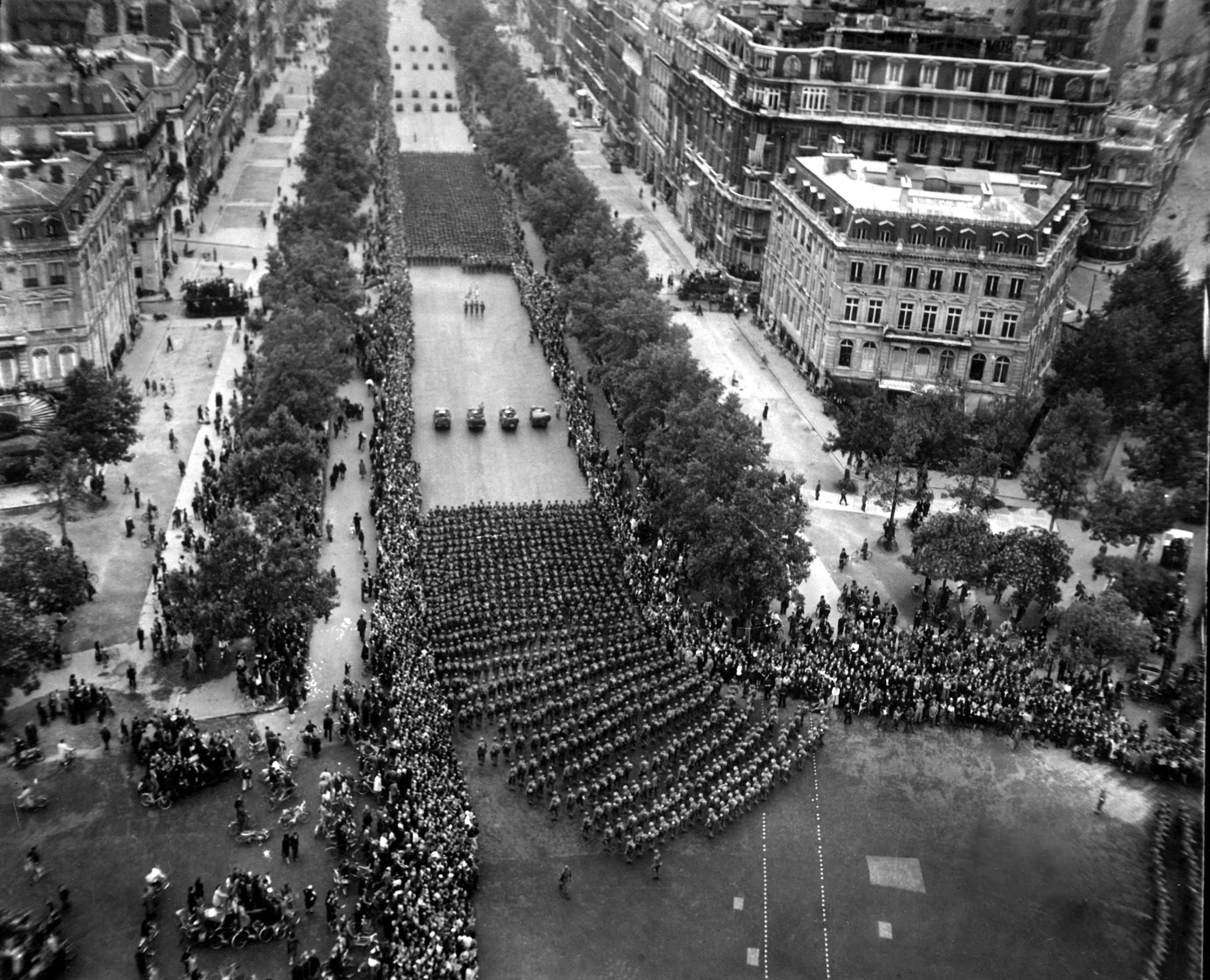
美國軍隊在香榭麗舍大街行軍

盟軍最初計劃繞過巴黎，以避免巷戰和避免傷害大量平民的必要性。然而，當巴黎起義的消息傳到此處時，德怀特·艾森豪威尔將軍和奥马尔·布拉德利將軍同意派遣菲利普·勒克萊爾將軍的法國第2裝甲師前往巴黎，並派遣美國第4裝甲師支援。第2裝甲師於8月23日清晨出發，共有16,000人、4,200輛汽車和200輛坦克。到24日下午，他們已抵達巴黎西郊和南郊。8月23日，勒克萊爾派出了一支由三輛坦克和十一輛半履帶車組成的小縱隊，由雷蒙·德龍內上尉指揮進入城市。晚上9點之前。德龍內抵達市政廳，在那裡迎接他的是全國抵抗運動委員會主席乔治·皮杜尔和巴黎解放委員會指揮官安德烈·托萊。隨後，他前往警察局會見了戴高樂的代表戴尔马。
勒克萊爾的第2裝甲師主力和美軍第4步兵師於25日上午進城。在榮軍院和軍事學院附近發生了激烈的抵抗，其中一些法國士兵被殺，坦克被摧毀。到上午結束時，德國人已經被擊敗，艾菲爾鐵塔上懸掛著一面巨大的法國三色旗。
25日，法军对守城德军指挥官迪特里希·馮·寇爾蒂茨中將发出最后通牒。希特勒在先前處決企圖暗殺他的管理巴黎高階將領們後，也許是出於對法國的報復，便計畫進行有一天必須毀滅巴黎的事前準備，因此指派有著城市破壞者別名的寇爾蒂茨來到巴黎，他也依照指示將大量的炸藥運往巴黎的某處，準備隨時讓巴黎成為焦土，然而馮·寇爾蒂茨在和瑞典總領事拉烏爾諾德林進行了談判後，最終决定向盟军投降，没有执行希特勒发出的死守或與摧毀巴黎的命令。後來他本人於1964年在巴登-巴登家中受訪時解釋了他抗命的原因：「如果這是我首次抗命的話，是因為我知道希特勒是個瘋子。」
25日下午，寇爾蒂茨從位於莫里斯酒店的總部前往巴黎蒙帕納斯站，大約下午3時與勒克萊爾簽署投降書。雅克·沙邦-戴爾馬和羅爾上校也在現場，並建議羅爾上校也一同簽署投降書。勒克萊爾則口述了一個新版本，並將FFI領導人的名字放在他自己的名字之前。自此，巴黎佔領正式結束。

兩個小時後，戴高樂抵達巴黎。他首先會見了勒克萊爾，然後前往陸軍部，最後他則前往市政廳他對一大群巴黎市民發表了令人難忘的演講，總結道：

巴黎！巴黎受辱！巴黎破碎！巴黎殉難！但現在巴黎解放了！在法國軍隊的幫助下，在法國作為一個整體的支持和援助下，在法國軍隊的幫助下，由她自己，由她自己的人民解放，與法國作戰，唯一的法國，真正的法國，永恆的法國。

第二天，戴高樂步行在閱兵式中，率領凱旋門從凱旋門出發，沿著香榭麗舍大街，到達協和廣場，然後到達巴黎圣母院以庆祝巴黎的解放。29日，第2装甲师和随后到达的美军陸軍第28步兵师也在香榭丽舍大道举行了阅兵式。
此次战斗中法国抵抗力量和市民约有2,000人死亡，法军伤亡约300人；德军约3,200人死亡，5,000人受傷，12,800人被俘。還有大約 800名來自的全國抵抗運動委員和警察，以及來自自由法國和美國軍隊的100多名士兵死亡。

### 糧食危機
解放期間，巴黎的食物一天比一天還要稀少。由於法國鐵路運輸在很大程度上被盟軍轟炸摧毀，因此將食物運到巴黎已成為一個問題，特別是因為德國人已經剝奪了首都的資源。許多巴黎人走投無路，盟軍士兵甚至僅拿出自己微薄的口糧相助。盟軍意識到有必要讓巴黎重新站起來，因而推動了一項計劃讓食品車隊盡快到達首都。此外，還要求周圍的城鎮和村莊盡可能多地供應巴黎資源。
民政部授權每天以軍事努力為代價進口多達2,400噸食品。一支標有巴黎生活（Vivres Pour Paris）的英國食品車隊於8月29日進入巴黎，來自美國的供應品在被護送之前則通過奧爾良機場進行空運。英國每天則至少運送500噸，美國人則運送另外500噸物質。隨著巴黎以外的法國平民也為首都帶來本土資源，巴黎最終在十天之內克服了糧食危機。

## 後續及復興

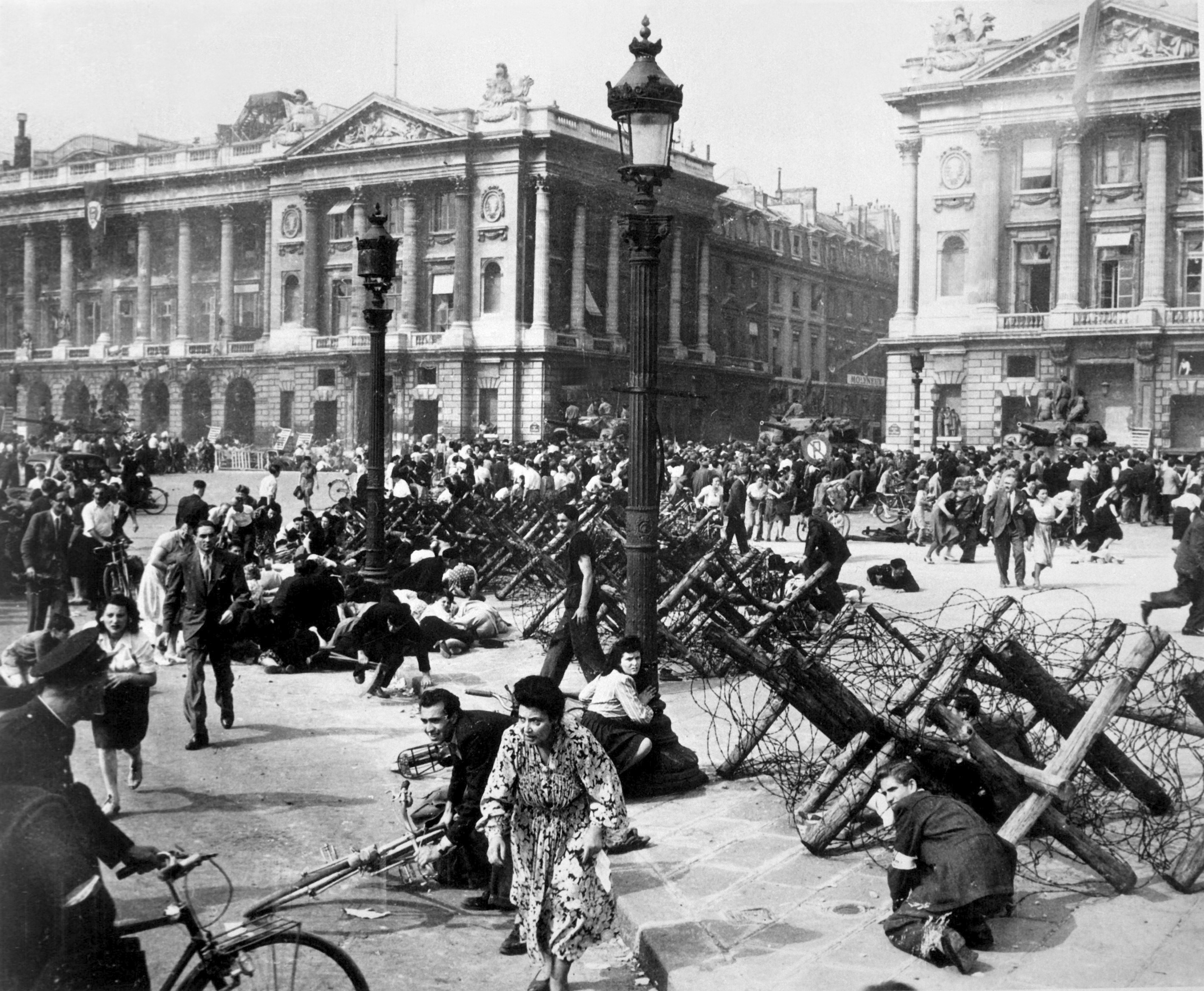
巴黎人在協和廣場慶祝解放
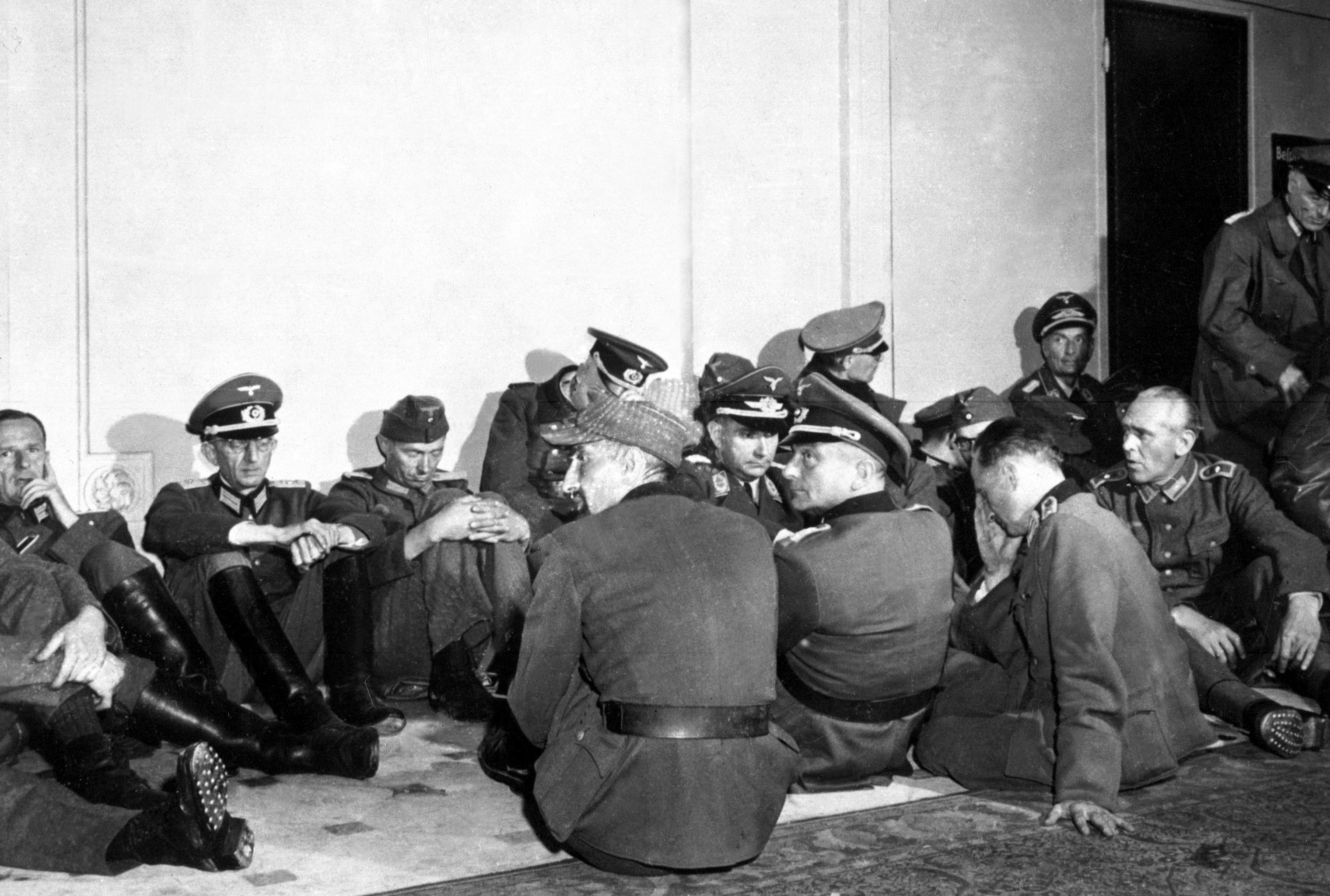
解放後不久，被扣押的德國軍官和工作人員
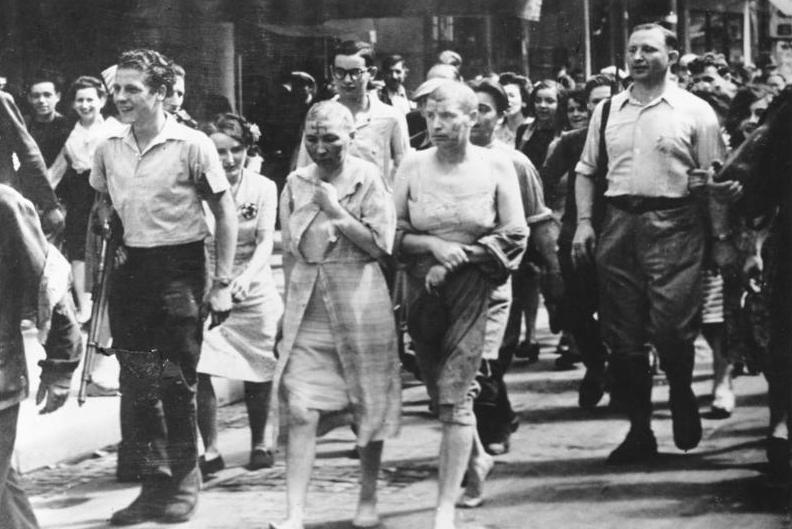
1944年，被指控與德國人發生性關係的婦女被剃光頭的情景。
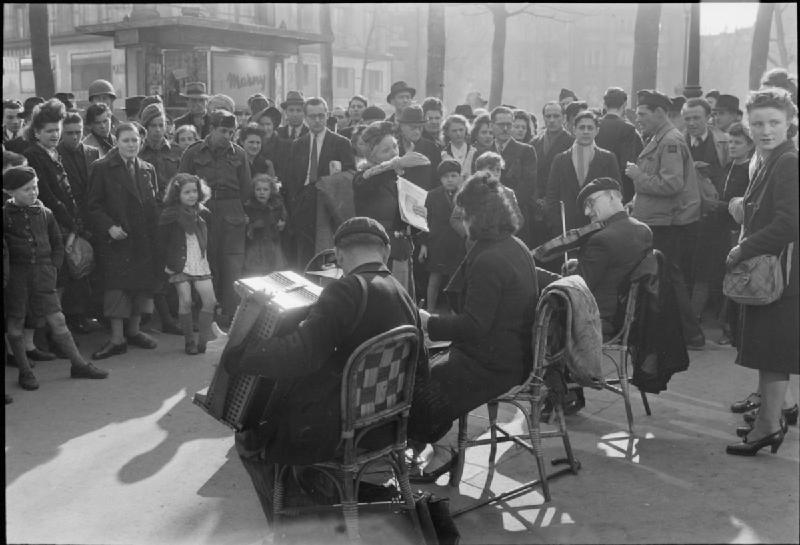
1945年春天，音樂家在巴黎街頭表演。人群中包括幾名盟軍士兵。

城市解放後，過去與德國人勾結的巴黎人立即受到懲罰。被指控與德國士兵進行性關係的婦女被剃光頭並受到羞辱。儘管大多數控告者為男性，但也有許多女性被視為被報復的目標，一些巴黎人，包括與一名德國軍官同居的可可·香奈尔在輿論下則悄悄離開了法國，直到1954年才回歸。
在逮捕事件中，共有約9,969人被捕。並特地爲與德國軍隊和警察合作的人設立一個軍事法庭，經濟和政治合作者則設立單獨的司法法庭。在所有的被捕者，有1,616人被宣告無罪，8,335人被判有罪。在塞纳省，兩個法庭判處了598名通敵者死刑，其中116人被處決；其他逃出法國的人則缺席審判。
解放並沒有立即給巴黎帶來和平。8月26日，德國的空襲造成1000人死亡和受傷，該城市和地區從9月3日開始遭受德國V-1飞弹的襲擊；城市的食物配給和其他限制在戰爭結束時仍然持續，但恐懼的氣氛已經消失。
在戴高樂將軍的密切關注下，巴黎的政治生活逐漸恢復。8月27日，部長會議在马提尼翁府舉行了自1940年以來的第一次會議。10月，臨時市議會成立，但直到1945年3月和4月才正式召開會議。
《世界報》於1944年12月18日出版。1945年4月13日，就在戰爭結束前，一項新法令確定了自戰爭後首次市政選舉的日期。最後選舉於4月29日舉行，法國婦女首次獲得投票權。

## 另見
- 法國淪陷
- 第二次世界大戰德占法國軍事管轄區
- 解放巴黎